# USS Enterprise (CV-6)
USS Enterprise (CV-6) byla druhá americká letadlová loď třídy Yorktown. Byla sedmou lodí toho jména ve službě US Navy a byla též známa pod přezdívkou Big E. Do služby byla zařazena v roce 1938 a spolu s USS Saratoga a USS Ranger přežila druhou světovou válku. Zbývajících pět letadlových lodí postavených před válkou bylo během ní ztraceno. Zúčastnila se mnoha významných operací a střetnutí během bojů v Pacifiku – mimo jiné například Doolittlova náletu, bitvy u Midway, zasáhla do četných střetnutí v souvislosti s boji o Guadalcanal včetně bitev u východních Šalomounů a u Santa Cruz. V pozdější fázi války pak například bitev ve Filipínském moři a u Leyte. Od prosince 1944 se specializovala na noční letecké operace a její kód byl změněn na CV(N)-6. Byla několikrát poškozena a i když ji Japonci třikrát prohlásili za potopenou, vždy se ji podařilo zachránit a po opravách opět nasadit do bojů.
Během druhé světové války obdržela 20 battle star, čímž se stala nejčastěji dekorovanou lodí US Navy. Dne 25. listopadu 1945 obdržela vlajku britské Admirality a stala se tak první válečnou lodí cizího námořnictva, na které tato vlajka od svého zavedení v 16. století zavlála.

## Stavba a předválečná služba

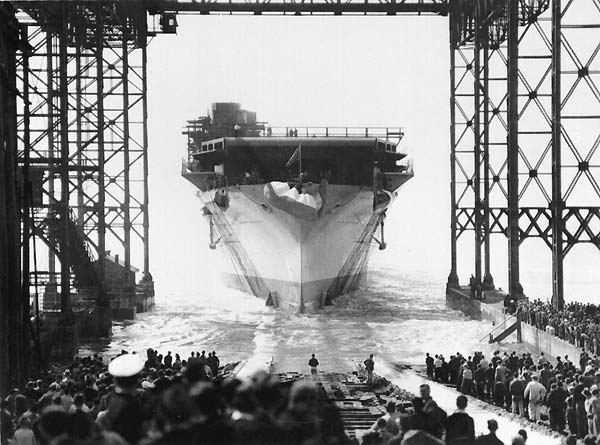
USS Enterprise je spouštěna na vodu 3. října 1936. Za povšimnutí stojí teprve rozestavěný můstek.

Enterprise byla objednána 3. srpna 1933, její kýl byl položen 16. července 1934 v loděnicích Newport News Shipbuilding v Newport News ve Virginii. Měla to být druhá a poslední jednotka třídy Yorktown, neboť limity sjednané na washingtonské konferenci pak již nestačily na stavbu třetí jednotky (ta byla postavena až po expiraci washingtonských dohod). Umožnily stavbu už jenom lehké letadlové lodi USS Wasp. Stavba byla financována z fondů úřadu veřejných prací (Public Works Administration), který vznikl na základě Nového údělu a stavba obou letadlových lodí třídy Yorktown tak měla být způsobem, jak dát lidem práci.
Na Enterprise byla nová loď pokřtěna 3. října 1936 manželkou amerického ministra námořnictva Claude A. Swansona paní Lulie Swanson. Jejím prvním kapitánem byl Newton H. White, kterého 21. prosince 1938 vystřídal Charles A. Pownall. Po převzetí námořnictvem v květnu 1938 zamířila na cvičnou plavbu do Rio de Janeira a po návratu se zúčastnila spolu s USS Yorktown námořního cvičení Fleet Problem XX (únor 1939) v Karibiku. Během něj byla Enterprise „potopena“ překvapivým leteckým úderem z Rangeru, který jí lokalizoval pomocí HF/DF. Letecký park Enterprise Air Group (Letecká skupina Enterprise) byl v této době složen ze stíhacích Grumman F3F Goblin, střemhlavých bombardérů Curtiss SBC Helldiver a torpédonosných Douglas TBD-1 Devastator. Fotografie z roku 1940 zachycují na palubě navíc střemhlavé bombardéry Northrop BT-1.
Enterprise nesla v této době (až do června 1941) nátěr „Standard Navy Gray“ na trupu a nástavbách, dřevěná letová paluba z Douglasovy jedle byla v barvě mahagonového mořidla a vodorovný povrch kovových palub byl v „Deck Gray“.
Dne 10. března 1939 došlo k nehodě, když se TBD-1 (6-T-1, BuNo 0322) propadl při startu a skončil v moři. Posádka vyvázla bez zranění. V dubnu 1939 byla Enterprise přiřazena k pacifické flotě (Pacific Fleet) s domovským přístavem v San Diegu v Kalifornii. Ke 12. květnu 1939, tedy po jednom roce služby, měla Enterprise za sebou 34 809 mil (56 019,7 km) plavby, na které spotřebovala celkem 4 720 191 galonů (17 867 866,6 l) paliva.
V následujících dvou letech prodělala několik cest mezi Havají a San Diegem (především transport letadel ze Západního pobřeží na ostrovy) a zúčastnila se i natáčení filmu Dive Bomber. V květnu 1940 vyměnila domovský přístav San Diego za Pearl Harbor na Havaji, kam se přesunula i většina jádra tichooceánské floty.
Dne 21. března 1941 se novým velitelem Enterprise stal Murray. V červnu 1941 dostala Enterprise novou kamufláž Measure 1, kterou nesla i během prvních válečných měsíců. Mírová služba pro Enterprise skončila 28. listopadu 1941 bojovým rozkazem číslo jedna, kterým byl pro loď vyhlášen válečný stav.

## Vypuknutí války (1941 a 1942)

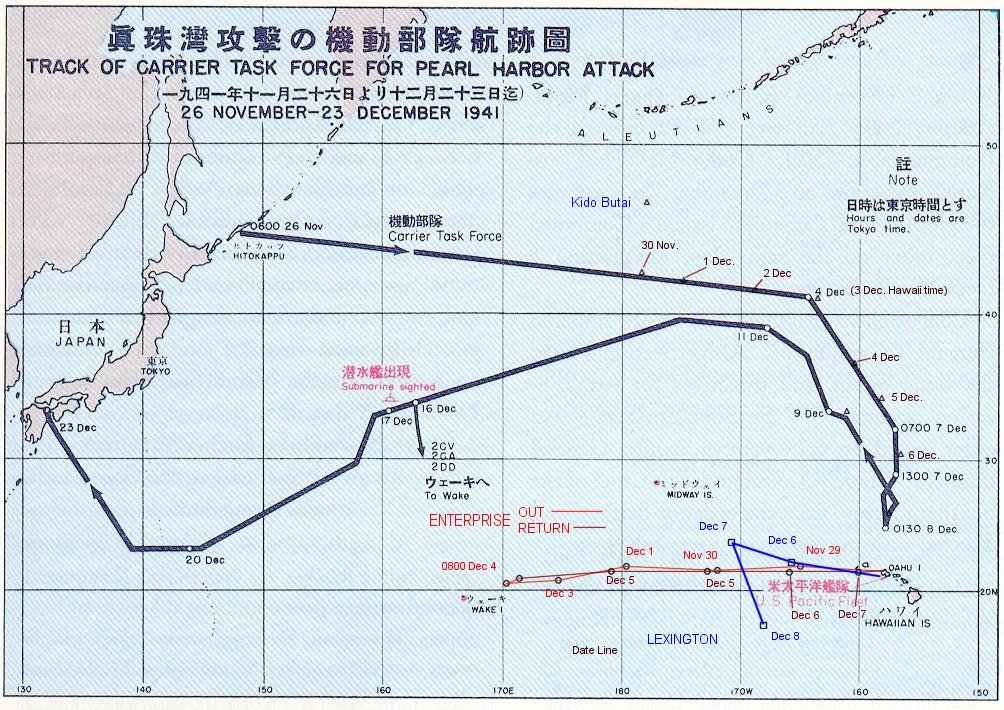
Trasa Enterprise a japonského úderného svazu letadlových lodí (機動部隊 Kidó Butai)

Dne 28. listopadu 1941 vyplula Enterprise a její doprovod z Pearl Harboru, aby dopravila na atol Wake 12 stíhaček Grumman F4F-3 Wildcat od VMF-211. Celé uskupení vyplulo jako Task Force 2, které velel viceadmirál William F. Halsey z můstku Enterprise. Po vyplutí Halsey vyčlenil Enterprise, tři těžké křižníky a devět torpédoborců z TF 2 a s takto nově vytvořenou TF 8 zamířil k atolu Wake.
Transport VMF-211 pro Enterprise znamenal, že mohla nést pouze 16 vlastních Wildcatů místo standardních devatenácti. Při přeletu z NAS (Naval Air Station ~ Námořní letecká základna) Pearl Harbor na loď se ale ukázalo, že jeden Wildcat VF-6 a jeden od VMF-211 nejsou letuschopné a jejich piloti k přeletu na Enterprise využili volných míst v torpédonosných TBD-1. Jelikož tím klesl stav přepravované VMF-211 na jedenáct strojů, VF-6 jí předala jeden svůj F4F-3. VF-6 tak zbyl pouze jeden F4F-3 a třináct F4F-3A.
Po přistání pilotů seznámil kapitán Murray posádku s Halseyho bojovým rozkazem číslo 1 a z něj vyplývajícím vyhlášením válečného stavu (war conditions), který byl později upřesněn bojovým rozkazem č. 2.
Stíhačky VMF-211 odstartovaly k přeletu na Wake v 7:00 2. prosince a Enterprise obrátila k návratu do Pearl Harboru, kam měla dorazit ráno 7. prosince. Naštěstí pro Američany byla ale zdržena bouří (tou samou, která zasáhla japonský svaz) a nedělní svítání 7. prosince jí zastihlo asi 215 námořních mil (398,2 km) západně od Oahu. Průzkumná eskadra VS-6 a střemhlavá bombardovací VB-6 byly ráno odeslány na havajská letiště. Celkem 18 jejich střemhlavých bombardérů SBD-2 Dauntless ale přilétlo nad Pearl Harbor právě v době probíhajícího útoku a tak VS-6 přišla o šest strojů a VB-6 o jeden (6-B-3). Minimálně jeden z nich byl sestřelen vlastní protiletadlovou palbou a další byly poškozeny. Poručík (LTJG) Clarence E. Dickinson (6-S-4, BuNo 4570) a jeho střelec William C. Miller si nárokovali sestřelení jednoho A6M2 Zero. Ze šesti stíhacích F4F-3A Wildcatů od VF-6 odeslaných večer po útoku na ostrov byly tři sestřeleny vlastními protiletadlovými dělostřelci při pokusu o přistání na Fordově ostrově v Pearl Harboru – každé letadlo bylo považováno za nepřítele i přesto, že všechny lodě v přístavu byly informovány o příletu vlastních stíhaček. O život přitom přišli poručíci (LT) Francis F. Hebel (6-F-1, BuNo 3906) a Eric Allen (6-F-12, BuNo 3938) a podporučík (ENS) Herbert H. Menges (6-F-15, BuNo 3935). Podporučík David R. Flynn (6-F-4, BuNo 3909) musel svůj stroj opustit na padáku poté, co mu došlo palivo. Podporučík Hermann (3-F-15, BuNo 3982) přistál na golfovém hřišti na Fordově ostrově a tak pouze podporučík Daniels (6-F-5, BuNo 3916) dokázal přistát na letišti na Fordově ostrově.
Enterprise pátrala po japonském svazu. Pátrání ale kvůli špatnému odhadu předpokládané polohy Japonců probíhalo v prostoru jihozápadně od Oahu. Japonský svaz se pohyboval severně od Oahu a tak naštěstí pro Enterprise ke kontaktu nedošlo. V opačném případě by musela sama čelit přesile 6 letadlových lodí a jejich doprovodu. Po odvolání pátrání vplula Enterprise navečer 8. prosince do Pearl Harboru, kde doplnila palivo a zásoby a v 6:00 ráno následujícího dne opět vyplula na moře. Dne 10. prosince potopil SBD-2 Dauntless z VS-6 pilotovaný poručíkem (LTJG) Dickinsonem japonskou ponorku I-70 severně od Havajských ostrovů na pozici 23°45′ s. š., 155°35′ z. d.
Následující dva týdny strávila Enterprise hlídkováním západně od Havaje (jako TF 8). 20. prosince zaútočily Dauntlessy omylem na ponorku USS Pompano, která ale unikla.
7. ledna 1942 se Enterprise vrátila do Pearl Harboru a po krátké zastávce vyplula 11. ledna, aby spolu s Yorktownem poskytla letecké krytí konvoji s posilami pro Samou. Na cestě jí doprovázely těžké křižníky USS Chester, USS Northampton, USS Salt Lake City, tanker USS Platte a torpédoborce USS Dunlap, USS Balch, USS Maury, USS Ralph Talbot, USS Blue a USS McCall. Cesta byla plná více či méně tragických událostí: 16. ledna na palubě Enterprise havaroval při přistání jeden SBD-2 Dauntless, přičemž smrtelně zranil jednoho člena posádky a ještě téhož dne se z hlídky nevrátil jeden TBD-1 Devastator (6-T-14 (?), BuNo 0335) od VT-6. Nakonec ale Enterprise doplula na Samou podle plánu a po několik dní hlídkovala severně od ostrova.

## První nájezdy (únor–duben 1942)

### Nájezd na Marshallovy ostrovy (únor 1942)

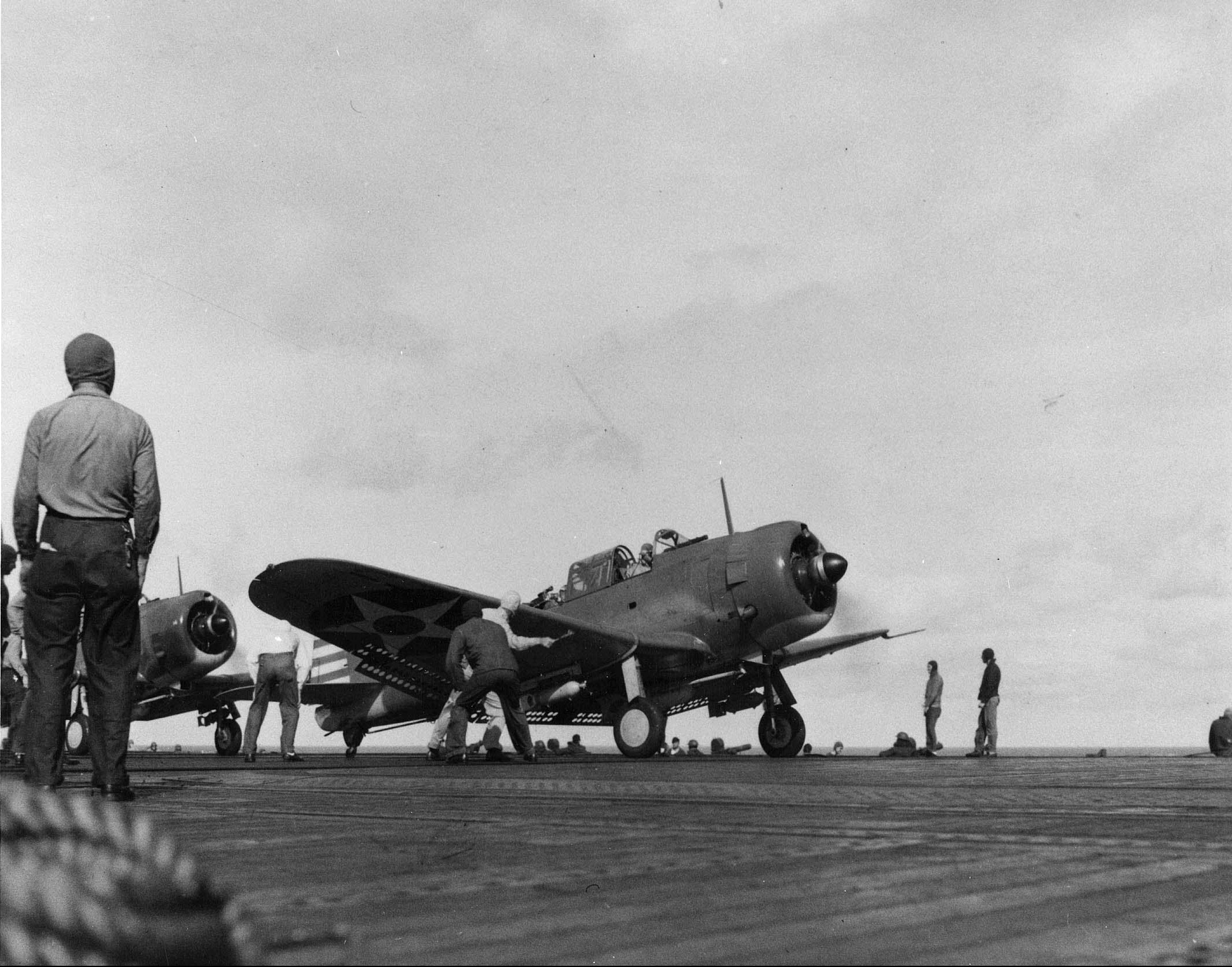
Střemhlavé bombardéry SBD-2 Dauntless se připravují ke startu, aby zaútočily na cíle na Marshallových ostrovech. Provedení markingu, velké znaky s červeným středem a červeno-bílými pruhy na směrovce, je důsledkem velkých ztrát způsobených „přátelskou palbou“ nad Pearl Harborem. Každý SBD je vyzbrojen jednou 500lb (226,7 kg) a dvěma 100lb (45,4 kg) pumami

Dne 25. ledna vyplula Enterprise (TF 8) k útoku na Marshallovy ostrovy, zatímco Yorktown (TF 17) měl napadnout cíle v Gilbertově souostroví. Ráno 1. února ve 4:43 odstartovalo 6 stíhaček F4F-3 Wildcat z VF-6 na svůj ranní CAP a vzápětí je následovaly dvě vlny celkem 37 SBD Dauntless (VS-6 a VB-6) a devíti TBD-1 Devastator (VT-6) k náletu na Kwajalein. V 6:10 odstartovalo dalších 12 F4F-3 Wildcat (VF-6) k útoku na atoly Wotje a Taroa. První úder se zaměřil na letiště a na lodě zakotvené v kwajaleinském kotvišti. Tyto lodě se po 9:00 staly terčem útoku dalších devíti TBD-1 Devastator vyzbrojených torpédy Bliss-Leavitt Mark 13. Americkým letounům se podařilo potopit transportní loď Bordeaux Maru a poškodit lehký křižník Katori, minonosku Tokiwa, ponorku I-23, mateřskou loď ponorek Jasukuni Maru, tankery Toa Maru a Hojo Maru a některá další plavidla. Následovaly ještě dva další útoky VS-6 a VB-6 na nově objevené letiště na Taroa.
Po návratu posledních letounů zamířila Enterprise rychlostí 30 uzlů (55,5 km/h) na sever. Během těchto útoků přišla Enterprise o jeden F4F-3 Wildcat z VF-6, čtyři SBD Dauntless z VS-6 a jeden z VB-6. Ve vzduchu byly sestřeleny tři A5M4 Claude a dalších devět letadel bylo zničeno na zemi. Tři lodě byly potopeny a další poškozeny a poškozena byla i letištní zařízení. Další škody na zařízení způsobilo ostřelování ostrovů doprovodnými plavidly TF 8.
Těsně po 13:30 zaznamenal radar na ustupující Enterprise neidentifikovaný kontakt: pět bombardérů G3M2 Nell. Ty pronikly přes hlídkující stíhače a nezastavila je ani nepřesná protiletadlová palba. Shozené pumy ale svůj cíl minuly, pouze jedna dopadla těsně vedle levoboku Enterprise. Způsobila poškození rozvodu leteckého paliva, menší požár a smrtelné zranění jednoho člena posádky. Zatímco čtyři bombardéry odlétaly, pátý – stroj velitele letky Kazuo Nakaie – zamířil k letadlové lodi a pokusil se o sebevražedný útok. Minul jenom velice těsně: pravým křídlem přepůlil na palubě stojící SBD Dauntless S-5 od VS-6, pokropil palubu palivem ze svých nádrží a na levoboku přepadl do moře. V přepůleném SBD S-5 seděl na pozici střelce letecký mechanik 3. třídy (AMM 3/c) Bruno P. Gaido, který po bombardérech střílel ze 12,7mm dvojčete Dauntlessu. Z celého incidentu vyvázl Gaido nezraněn a byl následně povýšen do hodnosti leteckého mechanika 1. třídy.
Radar vykazoval i nadále občasné kontakty, které zaměstnávaly hlídkující stíhače. V 16:00 se další dva bombardéry pokusily o útok, ale rovněž minuly. Jedna Nell byla sestřelena a druhá poškozena. Do Pearl Harboru připlula TF 8 5. února.

### Nájezd na Wake a Marcus (únor a březen 1942)
Není-li uvedeno jinak, je hlavním zdrojem této kapitoly článek The Raids on Wake and Marcus Islands na ibiblio.org.

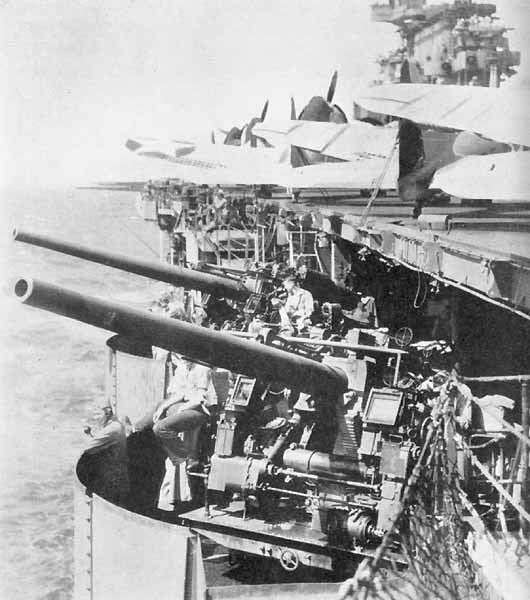
127 mm (5")/38 cal Mk 12 víceúčelová děla č. 6 a 8 ze IV. baterie umístěná vzadu na levoboku. Fotografie byla pořízena během nájezdu na Wake 24. února 1942.

V sobotu 14. února vyplula Enterprise v čele TF 16 z Pearl Harboru, aby tentokrát napadla atol Eniwetok. Zároveň skupina kolem Yorktownu měla napadnout Wake, který se dostal do rukou Japonců 22. prosince 1941. Dne 16. února ale byly rozkazy změněny: Yorktown byl pověřen jiným úkolem a Enterprise měla místo něj napadnout Wake.
Dne 17. února – zatímco byla Enterprise na moři – povolil vrchní velitel US Navy Stark odstranění hydraulického katapultu H MK II z hangárové paluby. Samotné odstranění ale bylo provedeno až později.
Pozdě odpoledne 23. února se od Enterprise oddělila část doprovodu, která měla provést dělostřelecký přepad atolu. Enterprise, kterou teď doprovázely jenom čtyři torpédoborce, zamířila do pozice 120 mil (193 km) severně od Wake, kde v 5:17 24. února začala startovat její letadla: po 18 SBD-2 a -3 z VS-6 a VB-6, 9 TBD-1 a 6 F4F. Po nich odstartovaly ještě další čtyři F4F na CAP. Cílem bylo letiště a další objekty na Wake a Peale. Američané se nesetkali s žádným odporem ve vzduchu a protiletadlová palba byla vesměs neúčinná. Jediný zaznamenaný kontakt ve vzduchu byl japonský čtyřmotorový létající člun, o jehož sestřel se podělili tři stíhači z doprovodu. V 10:14 přistál poslední letoun z útočné vlny a Enterprise zamířila k severovýchodu. Enterprise musela odepsat dva bombardéry (oba od VS-6: SBD-3 BuNo 4524 havaroval při startu a SBD-2 BuNo 2174 byl pohřešován) a jeden stíhací F4F-3 (6-F-2, BuNo 4017), který odpoledne nouzově přistál na hladině, když mu při návratu z pátrání po japonském průzkumném letadle došlo palivo.
Dne 28. února zamířila TF 16 k dalšímu cíli: ostrovu Marcus. Ve 4:38 4. března, 125 mil (201 km) severovýchodně od ostrova, se Enterprise natočila proti silnému jižnímu větru a ve 4:45 začala startovat její letadla k útoku na Marcus. Tentokrát se útoku zúčastnilo 14 SBD z VS-6, 17 SBD z VB-6 a 6 F4F-4. Kvůli oblačnosti 9/10 byly letouny letící k cíli nad mraky navigovány novou metodou: Enterprise sledovala letadla radarem a rádiem jim předávala informace o potřebných opravách kurzu a vzdálenosti k cíli.
Jako první zaútočily na letiště a další objekty na ostrově piloti VB-6, následovaní VS-6. Ta také zaznamenala jedinou ztrátu během tohoto náletu, když její SBD-2 6-S-7 (BuNo 2152) musel přistát na hladině 10 mil (16 km) východně od ostrova. Jeho pilot poručík (LTJG) Hilton a střelec Leaming se stali prvními dvěma (z celkem 12) zajatci Japonců z Enterprise.
Navzdory silné protiletadlové palbě se ostatní letouny vrátily na svoji loď, kde přistály kolem 8:00.
Útoky na Wake i Marcus ukázaly nutnost mít na palubě více létajících posádek, než kolik je neseno letounů. Obě téměř čtyřhodinové akce, kterých se zúčastnila většina posádek, znamenaly pro ně značné vyčerpání a následný nedostatek čerstvých sil pro plnění běžných hlídkových a průzkumných letů. Také bylo rozhodnuto, že letouny mají být vybaveny samosvornými nádržemi, aby se zamezilo zbytečným ztrátám.
Do Pearl Harboru se Enterprise vrátila 11. března. a poprvé od vypuknutí války jí čekal delší pobyt v přístavu, během kterého bylo možno provést některé úpravy. Loď dostala nové kamuflážní schéma Measure 11. Koncem března byly odstraněny těžké kulomety M2 Browning z galerií kolem letové paluby a nahrazeny 20mm Oerlikony. „Hnízdo“ s dvojicí 20mm Oerlikonů se objevilo i na přídi pod letovou palubou.

### Doolittlův nálet (duben 1942)

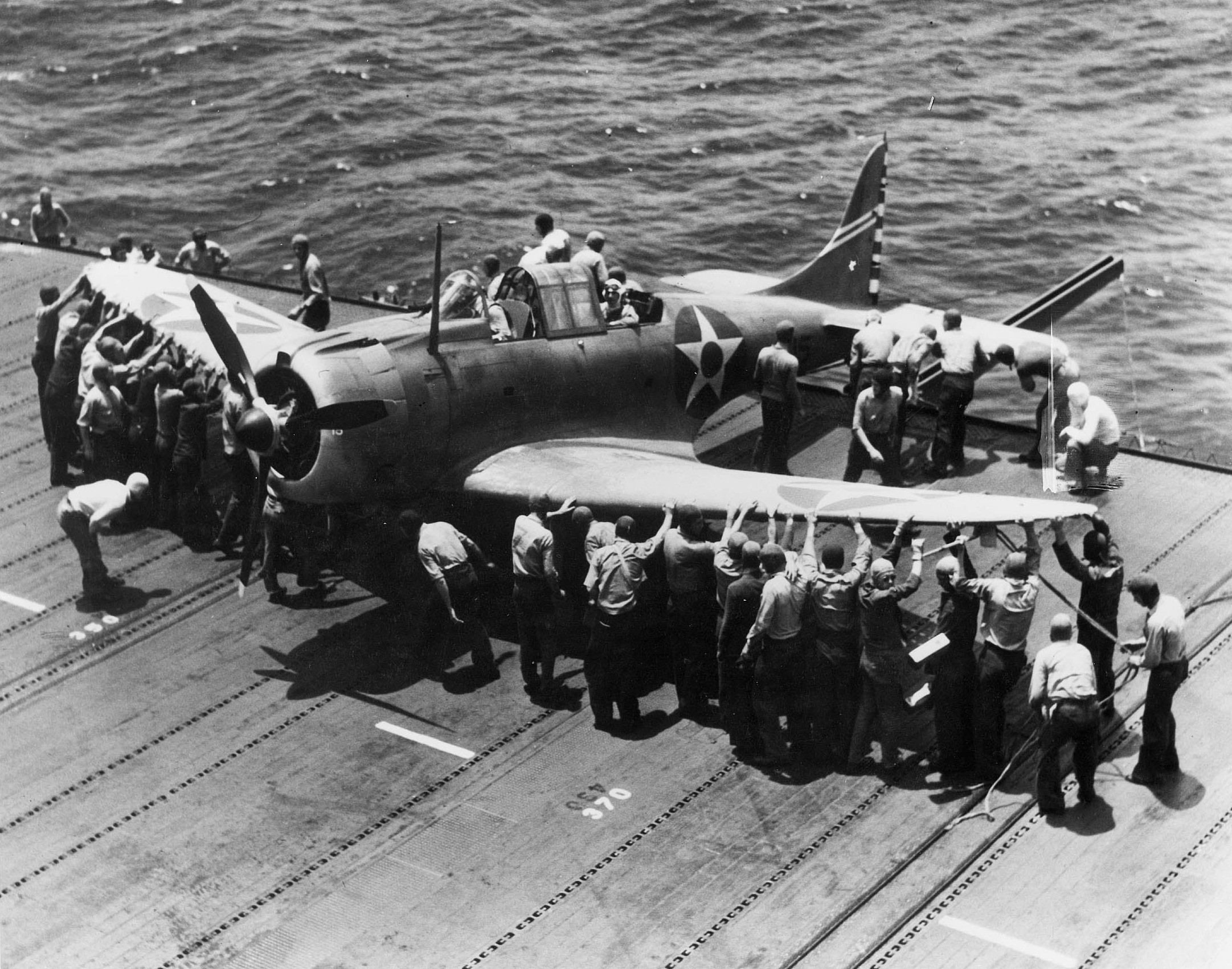
17. květen: Střemhlavý bombardér SBD-3 Dauntless (6-B-15, BuNo 4542) od VB-6 je umisťován do parkovací pozice. Záďové kolo podvozku najede na kolejnici, která umožní, aby zadní část stroje přečnívala přes palubu a ušetřilo se tak místo na palubě.

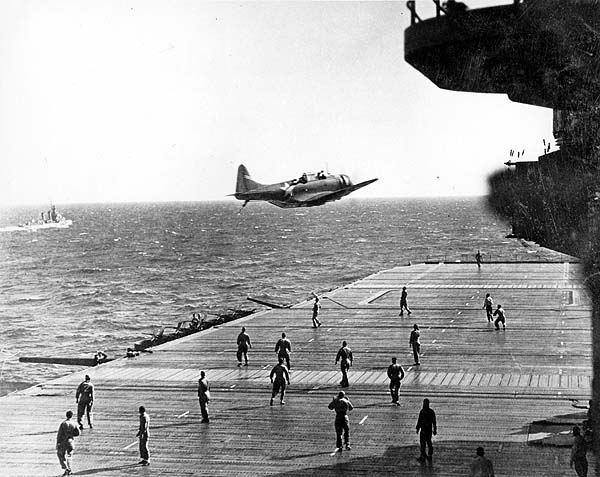
18. květen: Dauntless se vrátil z průzkumného letu a chystá se v nízkém průletu nad Enterprise shodit zatíženou zprávu o výsledku průzkumu.

Dne 8. dubna vyplula Enterprise jako vlajková loď TF 16 z Pearl Harboru, aby se ráno 13. dubna poprvé spojila se svazem kolem své mladší sesterské lodě USS Hornet na pozici 38° s. š., 180° v. d.. Letovou palubu Hornetu zabíralo 16 bombardérů B-25B Mitchell určených k provedení náletu na Japonsko a proto z ní nemohly operovat jeho vlastní letouny. Enterprise byla pověřena leteckým krytím celého svazu, ke kterému měla nyní poprvé k dispozici i nové Wildcaty ve verzi F4F-4. V letecké skupině Enterprise byla na tuto akci místo VS-6 přidělena VB-3 (původně patřící k USS Saratoga). Pokud to počasí umožňovalo, vysílala Enterprise hlídky až do vzdálenosti 200 mil (322 km) tak, aby pokryly prostor 60° nalevo i napravo před svazem.
V 7:15 18. dubna shodil jeden z průzkumných letounů (SBD z VB-6) zprávu o kontaktu s nepřátelským hlídkovým plavidlem. Šlo o člun Nitto Maru č. 23, který ještě stihl podat zprávu o amerických lodích, než ho potopil lehký křižník USS Nashville. Jelikož TF 16 byla odhalena, bylo rozhodnuto vyslat bombardéry do útoku okamžitě a pak zahájit ústup TF 16. Když všechny bombardéry úspěšně odstartovaly, provedl celý svaz v 9:27 obrat na kurz 90° a rychlostí 25 uzlů (46,3 km/h) se začal vzdalovat od Japonských ostrovů. Ve 12:40 podal SBD 6-B-17 z VB-6 rádiem zprávu o kontaktu s nepřítelem. Ve 14:00 byly zpozorovány další dva hlídkové čluny, které napadly letouny z Enterprise. Jeden byl potopen, druhý poškozen a následně doražen děly Nashville. Viceadmirál Halsey později ve svém bojovém hlášení #0019 z 24. dubna popsal dojem z útoků palubních letounů Enterprise na hlídkové čluny jako zklamání a doporučil další výcvik během pobytu letecké skupiny na pozemních základnách.
Do Pearl Harboru dorazila TF 16 25. dubna. Jedinou ztrátu leteckého parku Enterprise představoval SBD 6-B-4 z VB-6, který musel pro poruchu motoru nouzově přistát na hladině v 15:03 18. dubna. Nezraněnou posádku zachránil Nashville.

## V jihozápadním Pacifiku (květen 1942)
Dne 30. dubna vyplula TF 16 do jihozápadního Tichomoří, aby dopravila VMF-212 na Efate a poté obě její letadlové lodě podpořily USS Lexington a USS Yorktown v jejich snaze odrazit japonský pokus o vylodění v Port Moresby. Když tam ale dorazila, bylo již den po bitvě. Lexington ležel na mořském dně a Yorktown se těžce poškozen belhal domů. Podmínky na Efate byly shledány nevyhovující pro Wildcaty VMF-212 a tak byla VMF-212 odeslána do Nouméi na Nové Kaledonii. Enterprise i Hornet pak po doplnění paliva z tankeru byly odeslány na sever k ochraně Ocean a Nauru, ale cestu přerušily jiné rozkazy: nechat se zpozorovat japonským průzkumem, ale nenechat se napadnout. Stalo se tak 15. května a poté TF 16 již nepozorována ustoupila. Do Pearl Harboru se vrátila 26. května.
Během následujícího krátkého pobytu v Pearl Harboru navštívil Big E admirál Nimitz. Důvodem návštěvy bylo vyznamenání tří letců z Enterprise a jednoho námořníka z USS West Virginia. Poručíci (LT) McClusky, Mehle a (LTJG (?)) Daniels z VF-6 byli vyznamenáni DFC a pomocník kuchaře (Mess Attendant) Miller z West Virginia byl vyznamenán Námořním křížem.

## Bitva u Midway (červen 1942)

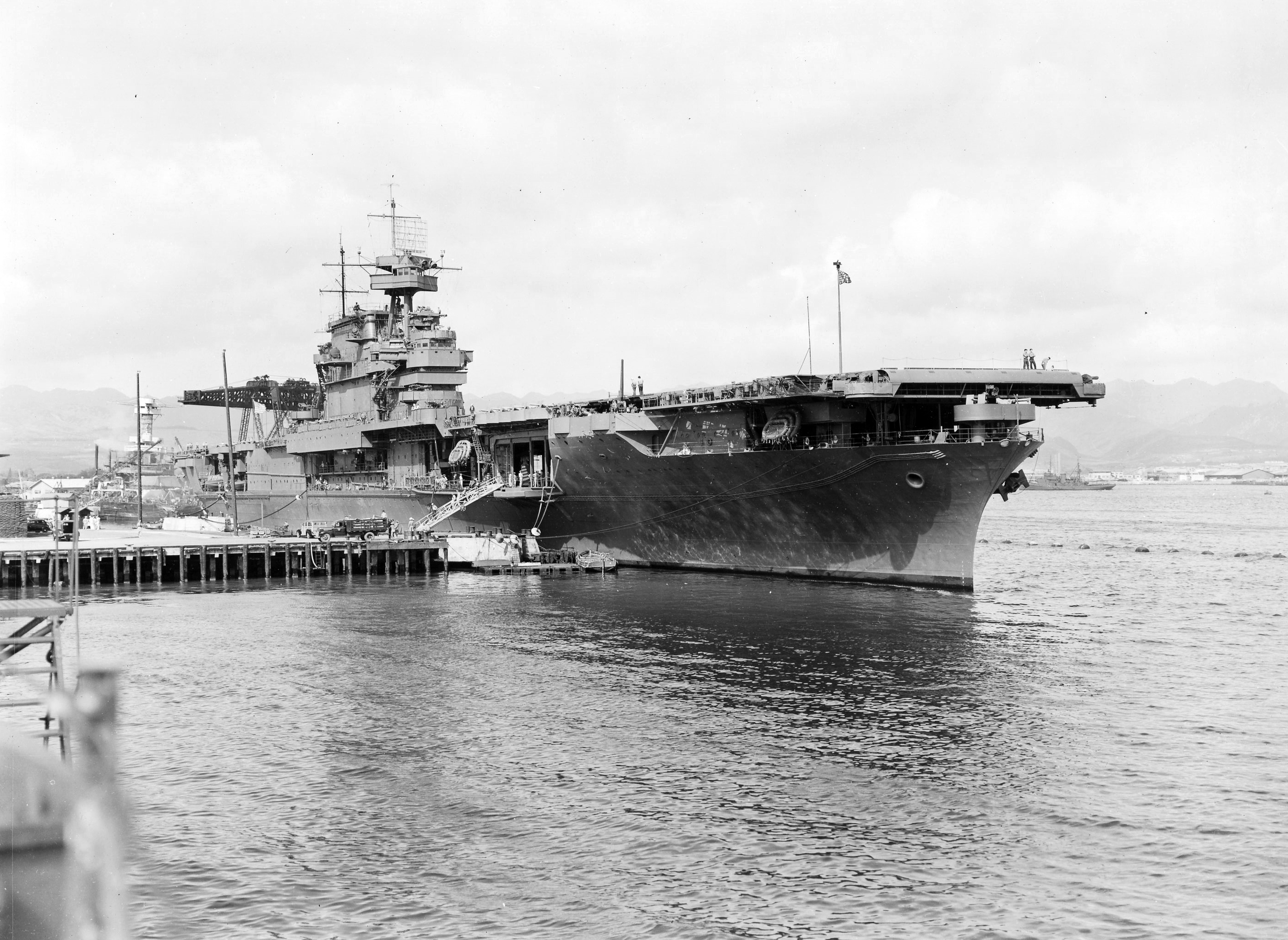
Enterprise zakotvená u Fordova ostrova v Pearl Harboru. Květen 1942, těsně před bitvou u Midway. Na přídi pod letovou palubou se nachází před dvěma měsíci nainstalované „hnízdo“ se dvěma 20mm Oerlikony.

Není-li uvedeno jinak, je hlavním zdrojem této kapitoly článek Battle of Midway: June 4 - 6, 1942 na cv6.org.
Všechny časy jsou v GMT-12
Po krátké zastávce v přístavu vyplula Enterprise 28. května jako vlajková loď TF 16, aby se setkala 2. června 325 mil (523 km) severovýchodně od Midway s TF 17 sestavené kolem narychlo opraveného Yorktownu. Viceadmirála Halseye, který doposud velel TF 16 a nyní byl hospitalizován, nahradil na palubě Enterprise kontradmirál Spruance, který doposud velel 5. křižníkové divizi doprovázející TF 16. Cílem obou svazů bylo zastavit předpokládaný japonský pokus o vylodění na Midway. Poprvé a naposledy měly všechny tři letadlové lodě třídy Yorktown bojovat společně.
Dne 3. června Enterprise a ostatní plavidla doplnila palivo z doprovodných tankerů USS Cimarron a USS Platte. V 18:00 se nacházela na pozici 33°16′ s. š., 175°45′ z. d., kurz 100° při rychlosti 15 uzlů (28,8 km/h).

### Čtvrtek 4. června: První vlna a útok VT-6

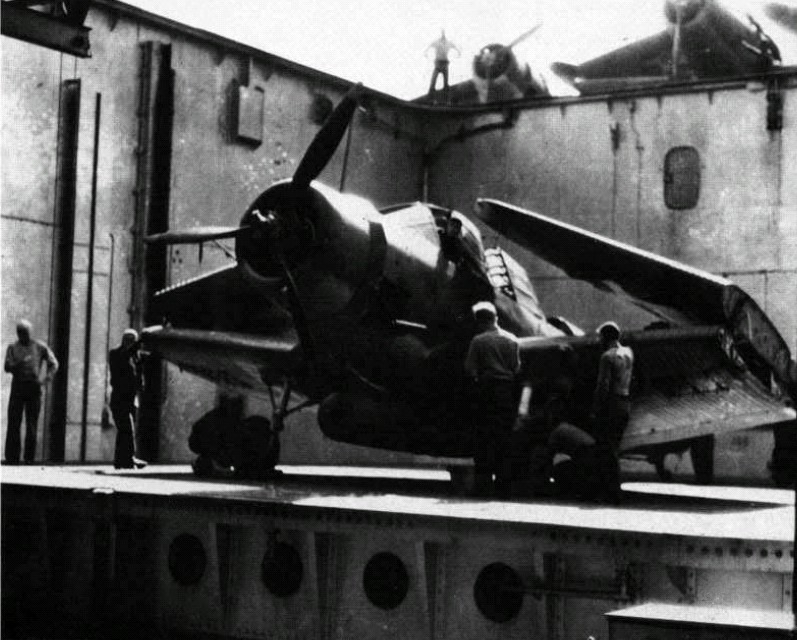
Torpédový bombardér TBD-1 Devastator je výtahem vyzvedáván na palubu, kde jsou vidět další dva připravované TBD-1. Červen 1942

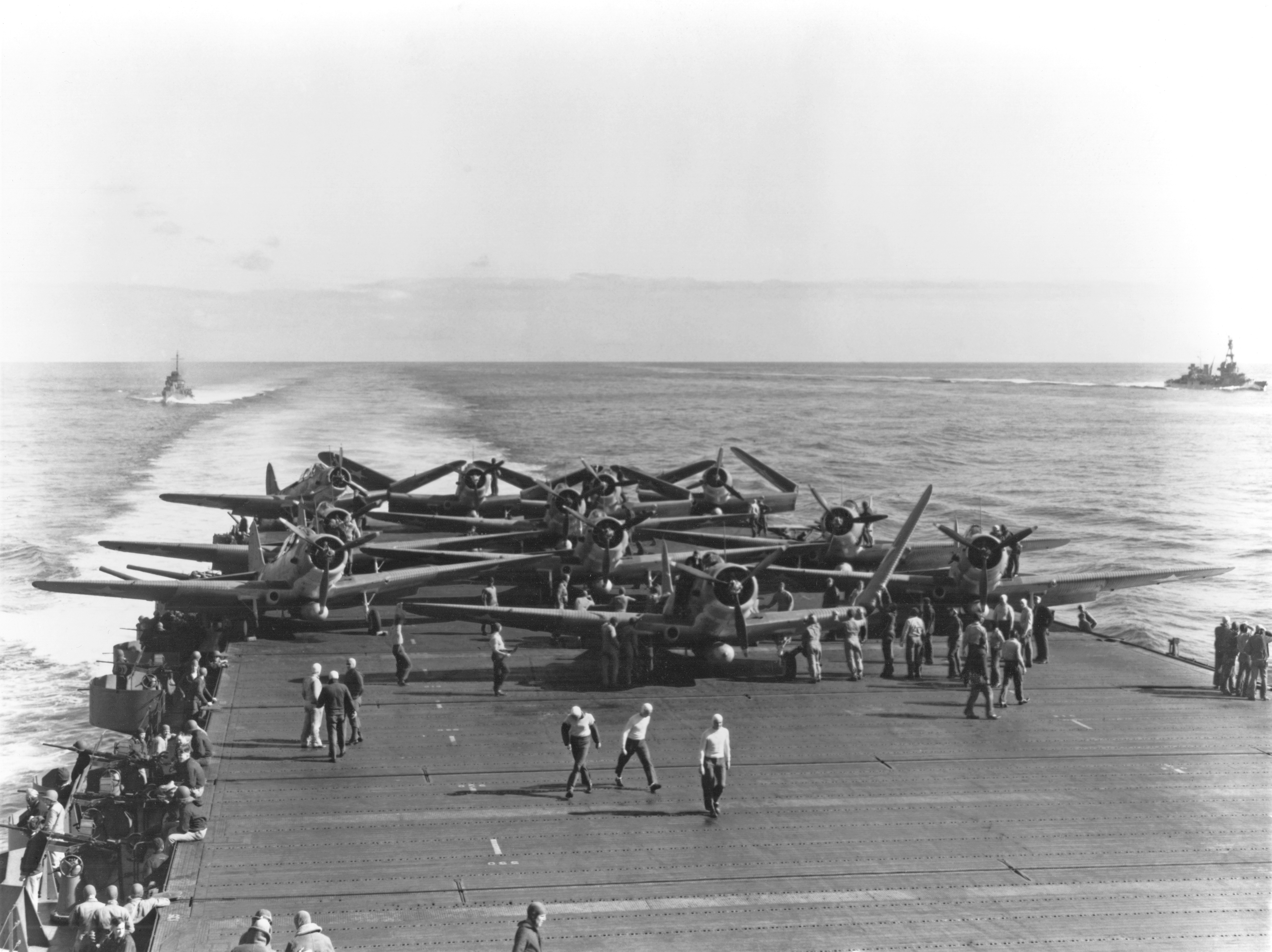
7:30 až 7:40 ráno 4. června 1942: TBD-1 jsou připravovány k útoku na japonské letadlové lodě během bitvy u Midway. Fotografie zachycuje 11 z celkem 14 Devastatorů VT-6 účastnících se náletu, což znamená, že ještě tři TBD-1 a 10 F4F-4 Wildcat čeká v hangáru na vyzvednutí na palubu. Deset TBD-1 se z akce nevrátí.

V očekávání boje byl na Enterprise budíček 4. června v 1:30 a snídaně mezi 3:00 a 4:00. Enterprise se pohybovala asi 200 mil (320 km) SSV od Midway. V 5:34 konečně přišla zpráva o objevení japonských letadlových lodí od jedné z průzkumných PBY Catalina. Ale teprve až v 6:03 přišla zpráva uvádějící i pozici Nagumova svazu. V 6:07 zamířila TF 16 na jihozápad, aby se přiblížila a napadla japonské letadlové lodě.
Podle plánu začala v 7:00 z Enterprise startovat první letadla. Nejprve vzlétlo 8 F4F-4 na CAP, následovaných 37 SBD-2 a -3 z VB-6. a VS-6 V 7:25 byly již všechny SBD (kromě čtyř, které měly poruchu) ve vzduchu a formovaly se do formace. Střemhlavé bombardéry, kterým velel komandér-poručík (LCDR) McClusky DFC, zamířily kurzem 231° ke svému cíli bez stíhacího doprovodu. Předpokládaný čas příletu k cíli byl 9:20. Mezitím byly z paluby odstraněny ony čtyři SBD, kterým se nepodařilo vzlétnout a ke startu bylo připraveno 14 TBD-1 (komandér-poručík (LCDR) Lindsey) a 10 F4F-4 (poručík (LT) Gray), které začaly startovat po 7:45. Naneštěstí pro VT-6 a její pomalé TBD-1 se stíhači z VF-6 omylem přidali k VT-8 z Hornetu a VT-6 tak rovněž zůstala bez stíhacího doprovodu.
V 8:15, když byly bombardéry na cestě k cíli, zaznamenal radar na Enterprise japonský průzkumný hydroplán. Byli na něj navedeni stíhači z CAP, ale ti svůj cíl nenašli.
VT-8 našla Nagumův svaz jako první z palubních skupin a byla zmasakrována japonskými stíhači. VT-6 z Enterprise by Nagumův svaz málem minula, ale kouř z bojujících lodí přiměl VT-6 změnit v 9:30 kurz na severovýchod. Na scéně se torpédové letouny z Enterprise objevily v okamžiku, kdy 8. torpédová eskadra z Hornetu přestávala existovat. Lindsey (6-T-1, BuNo 0289) se rozhodl zaútočit na nejbližší Kagu a rozdělil svoji eskadru na dvě části, aby mohla provést útok ze dvou směrů. Jedné sekci velel on, druhé velel poručík (LT) Ely (6-T-10, BuNo 0342). V 9:38 byla VT-6 zpozorována japonskými hlídkami a následně napadena stíhači. Ti se jako první vrhli na Elyho sekci. Kaga navíc po chvíli změnila kurz a k útočícím torpédovým bombardérům se natočila zádí, takže Elyho bombardéry musely svůj cíl obletět, aby se znovu dostaly do pozice vhodné pro vypuštění torpéd. Vlastní stíhači z VF-6 se tou dobou nacházeli asi 15 mil (24 km) severovýchodně od japonského svazu a volání posádek bombardérů o pomoc neslyšeli.
Z Elyho sekce se k odhozu torpéda dostali pouze piloti Winchell (6-T-8, BuNo 0367) a Smith (6-T-11, BuNo 0338). Zbývajících pět TBD-1 bylo sestřeleno Zery ještě před zaujetím vhodné pozice. Ačkoliv oba jejich letouny byly poškozeny, podařilo se jim proniknout až do vzdálenosti přibližně 900 metrů a odhodit torpéda, která ale obě minula. Pouze Smith se ale dokázal vrátit na Enterprise. Winchell a jeho střelec po vyčerpání paliva nouzově přistáli na hladinu. V nafukovacím člunu strávili následujících 17 dní, než je 21. června vyzvedla PBY-5A Catalina z Midwaye.
Z Lindseyho sekce Zera sestřelila čtyři ze sedmi TBD-1 ještě před vypuštěním torpéd. Zbývající tři letouny vypustily svá torpéda, která ale minula svůj cíl, a vrátily se na Enterprise. Po VT-6 zaútočila (přibližně v 10:00) VT-3 z Yorktownu: opět bez jediného zásahu a „péči“ Zer přežil pouze jediný z dvanácti. Později byly všichni piloti VT-6 a jejich střelci, kteří se zúčastnili této sebevražedné akce, navrženi v hlášení #0133 na vyznamenání Námořním křížem. Většina z nich in memoriam.

### Čtvrtek 4. června: První vlna a útok VB-6 a VS-6
Zatímco torpédové bombardéry z Enterprise bojovaly s japonským svazem, vyslala Enterprise mezi 9:29 až 9:32 do vzduchu druhou osmičlennou hlídku F4F-4. Mezi 9:45 a 9:52 pak přistávaly stroje první hlídky.
Střemhlavé bombardéry VB-6 a VS-6 vedené McCluskym dorazily v 9:20 na předpokládané místo výskytu japonského svazu, ale nic nenašly. McClusky proto rozhodl pokračovat dalších 35 mil (56 km) na jihozápad a pak na severozápad, než je nedostatek paliva donutí k návratu na Enterprise. V 9:47 ale McClusky zpozoroval na hladině loď spěchající k severovýchodu. Předpokládaje, že se loď snaží dohnat hlavní svaz, rozhodl se McClusky sledovat její kurz. Byl to torpédoborec Araši, který se od svazu vzdálil při pronásledování ponorky USS Nautilus a nyní se opravdu snažil dohnat Nagumův svaz. V 10:02 VB-6 a VS-6 zpozorovaly japonské lodě na pozici 30°5′ s. š., 178°50′ z. d.. V té době končil útok VT-6 a začínal útok VT-3. Bombardérům začínalo docházet palivo a některým strojům VB-6 došel kyslík. Její velitel poručík (LT) Best (6-B-1) proto vedl svoji jednotku v 15 000 stopách (4 572 m), zatímco VS-6 zůstávala ve 20 000 (6 096 m).

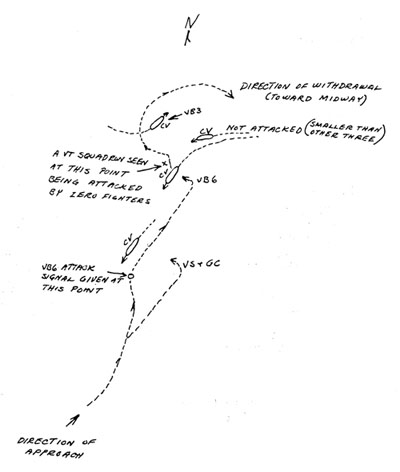
Schéma útoku VB-6 na japonské letadlové lodě. VB-6 útočí na Akagi a VS-6 na Kaga. V horní části obrázku je zachycen i útok VB-3 na Sórjú. Útok části VB-6 na Kaga není zakreslen. Schéma bylo součástí hlášení vypracovaného poručíkem (LT) Penlandem (6-B-7, BuNo 4532).

Překvapení bylo dokonalé: když bombardéry začaly přecházet do střemhlavého letu, stále ještě nebyly zpozorovány. Letci z Enterprise si vybrali za cíl dvě nejbližší letadlové lodě: VS-6 (McClusky) Kagu na západě a VB-6 (Best) Akagi na východě. Dvě sekce z VB-6 ale ztratily kontakt s vedoucím eskadry a přidaly se k VS-6 v útoku na Kagu. V 10:22 se McCluskyho sekce, nasledovaná zbytkem VS-6 a částí VB-6 vrhla střemhlav na Kagu. Pumy uvolňovaly v 1 500 stopách (457 m). McClusky a jeho wingman podporučík (ENS) Pittman (6-S-8) minuli. Vzápětí ale poručík (LT) Gallaher (6-S-1) zasáhl Kagu svojí 1 000lb pumou doprostřed zadní poloviny letové paluby. Další dvě pumy jenom těsně minuly. Podporučík (ENS) Roberts (6-S-3, BuNo 8524) byl sestřelen protiletadlovou palbou z Kagy a dopadl do moře. Jeho stroj se tak stal jediným střemhlavým bombardérem, který během bitvy sestřelila protiletadlová palba Kidó Butai. Poručík (LTJG) Kleiss (6-S-7) docílil druhého zásahu vedle předního výtahu. Dalších až šest zásahů (pro kouř je již nešlo přesně lokalizovat) docílili ještě zbývající letci. Kaga byla vyřazena z boje a proměněna v plovoucí hořící vrak s vybuchující municí v hangárech. V 17:00 byla opuštěna a potopena v 19:25.
V 10:26 se všechny tři stroje vedoucí sekce VB-6 vrhly na Akagi (zbývající dvě sekce útočily na Kagu). Best a jeho wingmani poručík (LTJG) Kroeger (6-B-2) a podporučík (ENS) Weber (6-B-3) zasáhli Akagi dvěma 1 000lb pumami: těsně za prostředním výtahem a na zádi. Také na Akagi vypukly požáry živené palivem a municí a loď se zablokovaným kormidlem se stala neovladatelnou. Po marné snaze o její záchranu jí následujícího dne v časných ranních hodinách dorazily japonské torpédoborce.
Po vybrání střemhlavého letu se bombardéry pokoušely uniknout nízkým letem nad hladinou z dosahu protiletadlových děl a Zer. Žádný bombardér již nebyl sestřelen a jejich střelci si nárokovali sestřelení tří Zer. Šest SBD z VS-6 vedených poručíkem (LT) Charlesem R. Warem (6-S-4, BuNo 03206) hledalo ochranu před dotírajícími Zery ve včasném znovuvytvoření formace a společné obraně soustředěnou palbou zadních střelců. Čekal je ještě ale návrat na letadlovou loď někde v širém oceánu: před startem nebylo domluveno místo setkání a tak současnou pozici Enterprise mohli piloti jenom odhadovat. Celou situaci ještě zkomplikovalo docházející palivo. Jako jednomu z prvních došlo palivo SBD-3 6-S-5 (BuNo 03224) z Wareho skupiny VS-6. Jeho pilot podporučík (ENS) O'Flaherty a jeho střelec AMM 1/c Bruno P. Gaido byli později vyzvednuti Japonci a popraveni. Ze šesti strojů Wereho skupiny se zpátky vrátil pouze podporučík (ENS) McCarthy (6-S-15, BuNo 4615), kterému ale také poblíž mateřské lodi došlo palivo a musel nouzově přistát na hladině. Posádku zachránil USS Hammann. Zbývající stroje zmizely i s posádkami v Pacifiku. Jednalo se konkrétně o 6-S-4 Charlesem R. Wareho, 6-S-6 Jamese A. Sheltona, 6-S-12 Carl D. Peiffera a 6-S-14 Johna C. Lougha. Když Japonci vyslali svoji první útočnou vlnu proti TF 17, narazila doprovodná Zera na skupinu šesti SBD, které se pokusila napadnout. Nezaznamenala ani jeden sestřel a naopak dvě Zera byla poškozena a musela se vrátit zpět. Jelikož nikdo z navrátilců nehlásil takovéto střetnutí s japonskými stíhači, jednalo se pravděpodobně o Wareho skupinu, možná doplněnou o další letouny. V tom případě by stíhači taji Jasuhiro Šigemacu byli posledními, kdo viděl Wareho skupinu.
Z VS-6 se tak na Enterprise vrátilo pouze osm z původně 19 letounů. Z VB-6 se nakonec vrátilo pouhých pět strojů z 15. Podporučík (ENS) Ramsay z VB-6 (6-B-11, BuNo 4620) musel po vyčerpání paliva přistát na hladině, ale 12. června byli on i jeho střelec zachráněni Catalinou z Midwaye. Poručík (LT) Penland (6-B-7, BuNo 4532) byl (i se střelcem) po nouzovém přistání a 28 hodinách zachráněn.. Z VB-6 museli nouzově přistát na hladině i 6-B-5 a 6-B-6. Ke svazu to „dotáhl“ i poručík (LT) Dickinson (6-S-10, BuNo 03208), ale přistál na hladině a byl zachráněn doprovodnými plavidly.
V 10:44 až 10:47 odstartovala další osmičlenná hlídka F4F-4 na CAP. V 10:55 začaly přistávat navracející se stíhači eskorty a mezi 11:16 a 11:29 přistálo všech osm F4F-4 z druhé hlídky. Mezi 11:37 a 11:40 odstartovala další osmice F4F-4 na čtvrtou hlídku. Blížící se nepřátelské letouny z Hirjú, které byly nahlášeny ve 12:05, si vybraly za cíl TF 17 s Yorktownem. Ve 12:10 přistál poslední bombardér útočné vlny po téměř pětihodinovém letu. Mezi 12:33 a 12:35 odstartovala další osmice stíhačů na pátou hlídku.
Asi 30 mil (48 km) severozápadně od Enterprise čelil Yorktown tou dobou japonskému náletu, ze kterého vyšel dvakrát zasažen. Na obranu Yorktownu odeslala Enterprise čtyři F4F-4 ze své páté CAP a stejně tak učinil i Hornet. Když vracející se letouny z Yorktownu viděli vlastní loď zahalenou v kouři a s poškozenou palubou, rozhodli se přistát na lodích TF 16. Na Enterprise tak mezi 12:37 až 13:05 postupně přistálo celkem šest F4F Wildcatů z VF-3 a 15 SBD z VB-3. Palubní personál začal připravovat navrátivší se vlastní letouny i letouny z Yorktownu k dalšímu bojovému letu: bylo třeba zničit čtvrtou a poslední Nagumovu letadlovou loď Hirjú.

### Čtvrtek 4. června: Druhá vlna
Mezi 13:39 a 13:41 odstartovala šestá hlídka Wildcatů, ale tentokráte jenom šestičlenná. Následně mezi 13:47 a 13:59 přistálo všech 16 stíhačů ze třetí a čtvrté hlídky. Ve 14:10 sestřelili hlídkující stíhači japonský hydroplán 50 mil (80 km) jižně od TF 16.. Ve 14:27 ohlásil těžký křižník USS Pensacola (odeslaný od TF 16 k podpoře TF 17) přibližující se druhou vlnu japonských letadel. I tentokráte si torpédové bombardéry z Hirjú vybraly za cíl Yorktown a Enterprise poslala část svého leteckého krytí na pomoc VF-3. Ale i když pět bombardérů bylo sestřeleno, další pronikly clonou stíhačů a protiletadlové palby a dvě torpéda zasáhla Yorktown.
Ve 14:45 přišlo hlášení od SBD 5-S-15 vyslaného na průzkum z Yorktownu. Čtvrtá letadlová loď byla objevena na pozici 31°15′ s. š., 179°5′ z. d.. Na Enterprise bylo ke startu připraveno 25 SBD: 7 z VS-6, 3 z VB-6 a všech 15 z VB-3 (stroje které přistály na Enterprise). Útoku měl velet poručík (LT) Gallaher (6-S-1) z VS-6. Bombardéry začaly startovat v 15:30, ale opět došlo k chybě v přenosu informací z Enterprise na Hornet a tak útočná vlna z Hornetu odstartovala až s půlhodinovým zpožděním. Jeden ze strojů VS-6 (6-S-16) měl problémy a tak se nakonec k cíli vydalo jenom 24 SBD VS-6, VB-6 a VB-3.
Mezi 15:42 a 15:52 přistálo 10 stíhačů z páté a šesté hlídky. Stroj 6-F-12 (BuNo 5062) musel po vyčerpání paliva nouzově přistát na hladině. Také přistály další 3 Wildcaty z VF-3 a 3 SBD z VS-5 (všechno stroje Yorktownu). Z právě vyslané útočné vlny se vrátil SBD 6-S-16 z VS-6. V 16:35 hlásil vedoucí stroj VF-6 (6-F-1), který byl zrovna na hlídce, sestřelení čtyřmotorového hydroplánu. Mezi 16:42 a 16:46 odstartovalo 12 F4F-4 na devátou hlídku a mezi 16:50 až 16:52 přistálo pět Wildcatů ze sedmé hlídky. Z Yorktownu přilétly další čtyři SBD z VS-5 a jeden Wildcat.

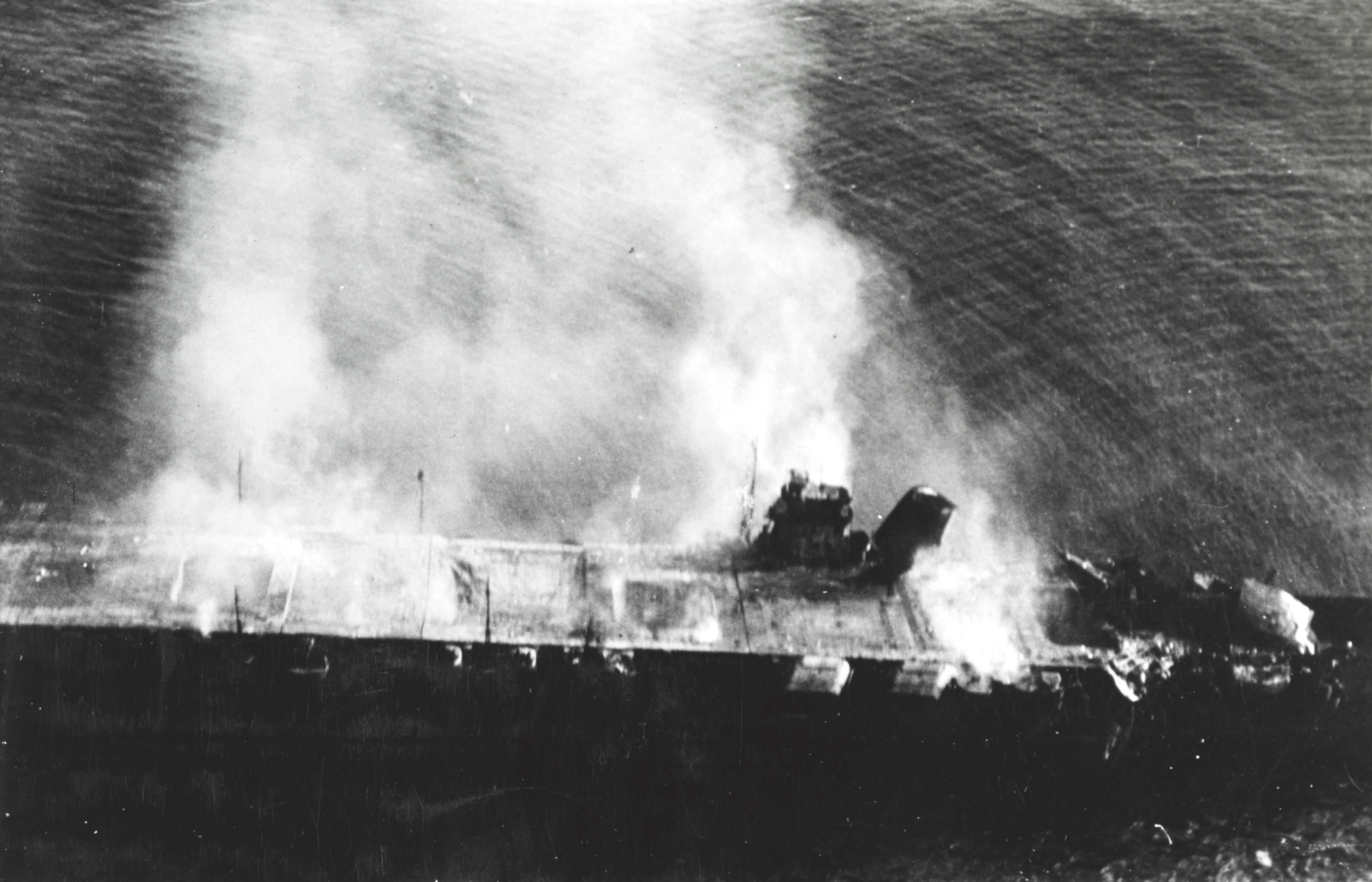
Hořící a pomalu se potápějící Hirjú. Fotografie byla pořízena těsně po východu slunce 5. června – poté, co byla Hirjú předchozího dne zasažena bombardéry z VS-6, VB-6 a VB-3.

Mezitím útočná vlna z Enterprise mířila k cíli a v 16:45 spatřila svůj cíl: Hirjú obklopenou doprovodnými plavidly na pozici 31°40′ s. š., 179°10′ z. d.. VS-6 zahájila útok od slunce z výšky 19 000 stop (5 791 m) v 17:05, ale Hirjú se dokázala prvním třem pumám vyhnout. Dauntlessy, letící bez vlastního doprovodu, byly napadeny Zery, kterým padl za oběť podporučík (ENS) Weber (6-B-3, BuNo 4682). VB-3 si zpočátku vybrala za cíl bitevní loď Haruna, ale po neúspěchu prvních tří strojů z VS-6 se zaměřila také na Hirú. VB-3 a pravděpodobně i VS-6 pak zaznamenaly čtyři přímé zásahy na přední části letové paluby Hirjú. Další zásahy si připsala VB-3 a VB-6, ale kouř a plameny již neumožňovaly jejich přesné spočítání. Dva SBD z VB-3 zaútočily na Haruna, ale minuly. Zerům se podařilo sestřelit ještě další dva SBD z VB-3 a na Enterprise se tak v 18:08 nakonec vrátilo 20 SBD. Poslední z nich přistál těsně před západem slunce v 18:34.
Mezitím v 17:28 až 17:30 přistály dva Wildcaty z osmé hlídky a jeden z Yorktownu. Mezi 17:58 a 18:05 odstartovalo 20 Wildcatů na desátou hlídku. Spolu s navracejícími se bombardéry přistálo do 18:34 i devět Wildcatů z deváté a dva z desáté hlídky. 17 strojů desáté hlídky přistálo mezi 18:46 a 18:56. Osmnáctý a poslední stroj dosedl v 19:20. Tím skončily veškeré letecké operace tohoto dne. Stíhači VF-6 si nárokovali celkem 9 sestřelených letounů. V 19:15 otočila Enterprise (a s ní celá TF 16 a zbytek TF 17) k východu, aby se vyhla případnému nočnímu kontaktu s těžkými hladinovými jednotkami nepřítele.

### Pátek 5. června
V 00:00 zamířila Enterprise k severu a ve 4:20 otočila na jihozápad zpět k Midway. Kolem 8:00 přišlo hlášení od Cataliny z Midwaye o zpozorování jedné poškozené letadlové lodi s doprovodem ustupující k severozápadu. Jelikož vylodění na Midwayi se zdálo čím dál méně pravděpodobné, vyrazily Enterprise s Hornetem na severozápad rychlostí 25 uzlů (46,3 km/h) za ustupujícím nepřítelem. Letecké operace na Enterprise začaly mezi 8:25 až 8:29 vysláním dvanáctičlenné smíšené (6 strojů z VF-6 a 6 z VF-3) hlídky. Stroje z VF-3 po skončení hlídky přistály na Hornetu. Mezi 11:00 a 11:02 odstartovala šestičlenná druhá hlídka a zbývajících šest strojů z první hlídky přistálo mezi 11:15 a 11:18. Mezi 14:16 a 14:19 přistála druhá hlídka.
Náčelník štábu kontradmirála Spruance komandér (CDR) Browning požadoval start útočné vlny už ve 14:00 s výzbrojí 1 000lb (453,6 kg) pum. Piloti bombardérů byli ale proti: s takovou zátěží a při 240 mílích (386 km) mezi Enterprise a japonskou letadlovou lodí nebyla šance na návrat. Na velitelském můstku Enterprise se proti Browningowu plánu postavili velitel letecké skupiny Enterprise McClusky, velitel VS-6 Gallaher a kapitán Enterprise Murray. Spruance dal za pravdu pilotům a start byl odložen na 15:00 a výzbroj redukována na 500lb (226,7 kg) pumy. Předání rozkazu z Enterprise na Hornet opět selhalo a tak v 15:12 začaly startovat pouze střemhlavé bombardéry z Enterprise: celkem 32 SBD z VB-3, VB-6 (6 strojů), VS-5 a VS-6 (9 strojů). Cíl se měl nacházet na pozici 32° s. š., 179°32′ z. d. ve vzdálenosti asi 230 mil (370 km). V daném prostoru našli letci jenom prázdnou hladinu a tak v 18:30 na pozici 33° s. š., 177°32′ v. d. nejdříve letouny z Hornetu a po nich i letouny z Enterprise zaútočily bezvýsledně na japonský torpédoborec Tanikaze, který se vracel z pátrání po Hirjú (měl jí dorazit, kdyby se stále ještě držela na hladině). Torpédoborec se všem pumám dokázal vyhnout a navíc sestřelil stroj poručíka (LT) Adamse z VS-5. Na mateřské lodě se bombardéry vracely již za tmy a s posledními kapkami paliva v nádržích. Obě letadlové lodě proto – navzdory nebezpečí útoku ponorek – rozsvítily palubní světla, aby bombardéry snáze našly cestu domů. I když piloti neměli mnoho zkušeností s nočním přistáním na letadlové lodi, všechna letadla přistála v pořádku. Ve 20:03 dosedl poslední SBD. Jeden SBD z Enterprise (6-S-1) přistál na Hornetu a pět SBD z Hornetu zase přistálo na Enterprise. Tím skončily letecké operace tohoto poněkud klidnějšího dne, neboť všichni stíhači třetí hlídky přistáli již mezi 18:58 a 19:00.
Během noci plul svaz kurzem 280° rychlostí 16 uzlů (29,6 km/h). Kvůli nebezpečí útoku ponorek za měsíčné noci lodě ve svazu kličkovaly.

### Sobota 6. června
V 5:10 ráno vyslala Enterprise na ozbrojený průzkum 13 SBD z VS-6 a VB-3 a všech 5 SBD patřících Hornetu, které přistály na Enterprise minulý večer. Každý stroj měl podvěšenu jednu 500lb pumu a měly pátrat západním směrem až do vzdálenosti 200 mil (322 km). Spolu s SBD odstartovala i první šestičlenná hlídka Wildcatů. V 5:59 musel zpět na Enterprise nouzově přistát SBD 6-B-17. V 6:45 ohlásil SBD 8-B-2 z VB-8 (jeden z těch, co odstartovali z Enterprise) kontakt, který byl chybně interpretován jako letadlová loď s doprovodem. Teprve po přistání Dauntlessu na Hornetu se ukázalo, že zpozorována byla „jenom“ bitevní loď s doprovodem. Přibližně v 7:30 přišlo další hlášení o zpozorování dvou těžkých křižníků a dvou torpédoborců na pozici 28°55′ s. š., 175°10′ v. d.. Šlo o poškozené Kuritovy těžké křižníky Mogami a Mikuma, které se předchozí noci srazily a teď zůstaly pozadu. Mogami měla zdemolovanou příď a Mikuma měla protrženou palivovou nádrž.
Mezi 7:52 a 7:54 odstartovala druhá šestičlenná hlídka a stíhači první přistáli mezi 7:59 a 8:09. Mezi 8:15 a 8:39 přistály SBD z ranní hlídky a v 10:31 odstartovala třetí šestičlenná hlídka Wildcatů. V 10:45 vyslala Enterprise své letouny do útoku proti lodím objeveným ranním průzkumem. Odstartovalo celkem 31 SBD (6 z VS-6 a 5 z VB-6, zbytek z VS-5 a VB-3) vyzbrojených 1000lb pumami, poslední tři TBD-1 z VT-6 a doprovodem bylo pověřeno 12 F4F-4 z VF-6. Velením byl pověřen poručík (LT) Short z VS-5. Teprve po startu útočné vlny přistáli mezi 11:15 a 11:16 stíhači druhé hlídky.

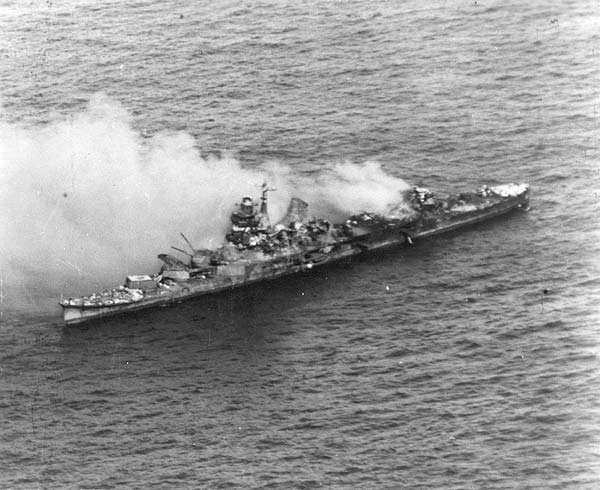
Hořící těžký křižník Mikuma po zásazích způsobených střemhlavými bombardéry z Hornetu a Enterprise. Fotografii pořídil J. A. Mihalovic letící v SBD 6-S-18 od VS-6 z Enterprise.

Letci z Enterprise již ale našli oba křižníky poškozené předchozím útokem střemhlavých bombardérů z Hornetu, které odstartovaly půl hodiny před letouny Enterprise. Pokračovali proto dál v pátrání po hlášených bitevních lodích, ale když nic nenašli, vrátili se zpět k Mogami a Mikumě. Mogami byla zasažena dvěma pumami a Mikuma dostala minimálně pět zásahů. Jelikož stíhači nenarazili na protivníka ve vzduchu, podpořili útok bombardérů postřelováním obou doprovodných torpédoborců ze svých šesti 12,7mm kulometů. Torpédové bombardéry se útoku nezúčastnily a vrátily se i s torpédy na Enterprise. Těžce poškozená Mogami dokázala uniknout, ale Mikuma zůstala nehybně na hladině a později se převrátila na levobok a potopila.
Mezi 13:27 a 14:15 přistálo na Enterprise 28 SBD (6-B-1 a dva SBD z Hornetu přistály na Hornetu), všechny TBD-1 a 10 Wildcatů z útočné vlny. Spolu s nimi přistáli i stíhači třetí hlídky a ochranu TF 16 převzala VF-8 z Hornetu. V 15:53 odstartovali dva SBD (3-B-10 a 6-S-18) k fotografické misi. Podařilo se jim vyfotografovat těžce poškozenou Mikumu, která se ještě držela na hladině. Mezi 16:29 a 16:35 odstartovalo 12 F4F-4 na čtvrtou hlídku. V 16:44 přistál Wildcat 6-F-7, kterému nešel zasunout podvozek a v 17:50 nouzově přistál 6-F-26. V 19:00 přistála čtvrtá hlídka a o sedm minut později i oba fotoprůzkumné SBD.
V 19:00 se celá TF 16 otočila na východ a po doplnění paliva z tankerů zamířila na jihovýchod do Pearl Harboru, kam dorazila 13. června.

## Léto na Havaji (červen a červenec 1942)
Po bitvě u Midway došlo k reorganizaci palubní letecké skupiny. VS-6 a zdecimovaná VT-6 byly nahrazeny za VS-5 (původně Yorktown) a VT-3 (původně Saratoga), která ale již své zastaralé TBD-1 Devastator vyměnila za 15 nových TBF-1 Avenger. K 30. červnu ukončil svoji velitelskou činnost na Enterprise dosavadní kapitán Murray a novým velitelem lodi se stal Arthur C. Davis.
Do počátku července operovala Enterprise v havajských vodách: bylo třeba nahradit ztráty z bitvy u Midway a noví piloti si museli zvyknout na službu na Enterprise. Že se to ne vždy obešlo bez nehod dokládá havárie Avengeru 6-T-12, který 8. července při přistání sjel do levobočního ochozu galerie.
Během pobytu v Pearlu ještě před vyplutím ke Guadalcanalu byla dvojice Oerlikonů v „hnízdě“ na přídi pod letovou palubou nahrazena za 28mm čtyřhlavňový pom-pom. Tím se počet 28mm hlavní na pár měsíců zvýšil na 20, než byly po bitvě u východních Šalomounů demontovány 28mm baterie kolem můstku a zůstala pouze tato jedna na přídi.

## Vylodění na Guadalcanalu (srpen 1942)
Všechny časy jsou v GMT+11

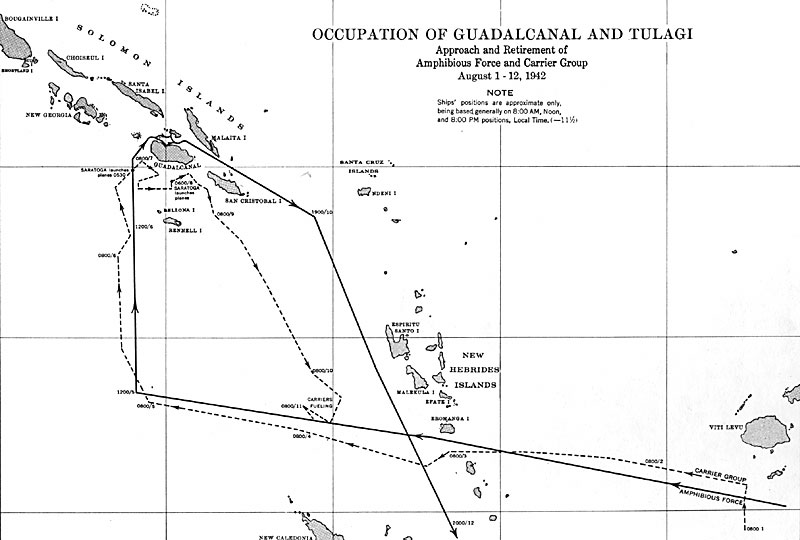
Pohyb spojeneckých svazů (včetně Enterprise v rámci TF 61 – přerušovaná čára) od 1. do 12. srpna 1942

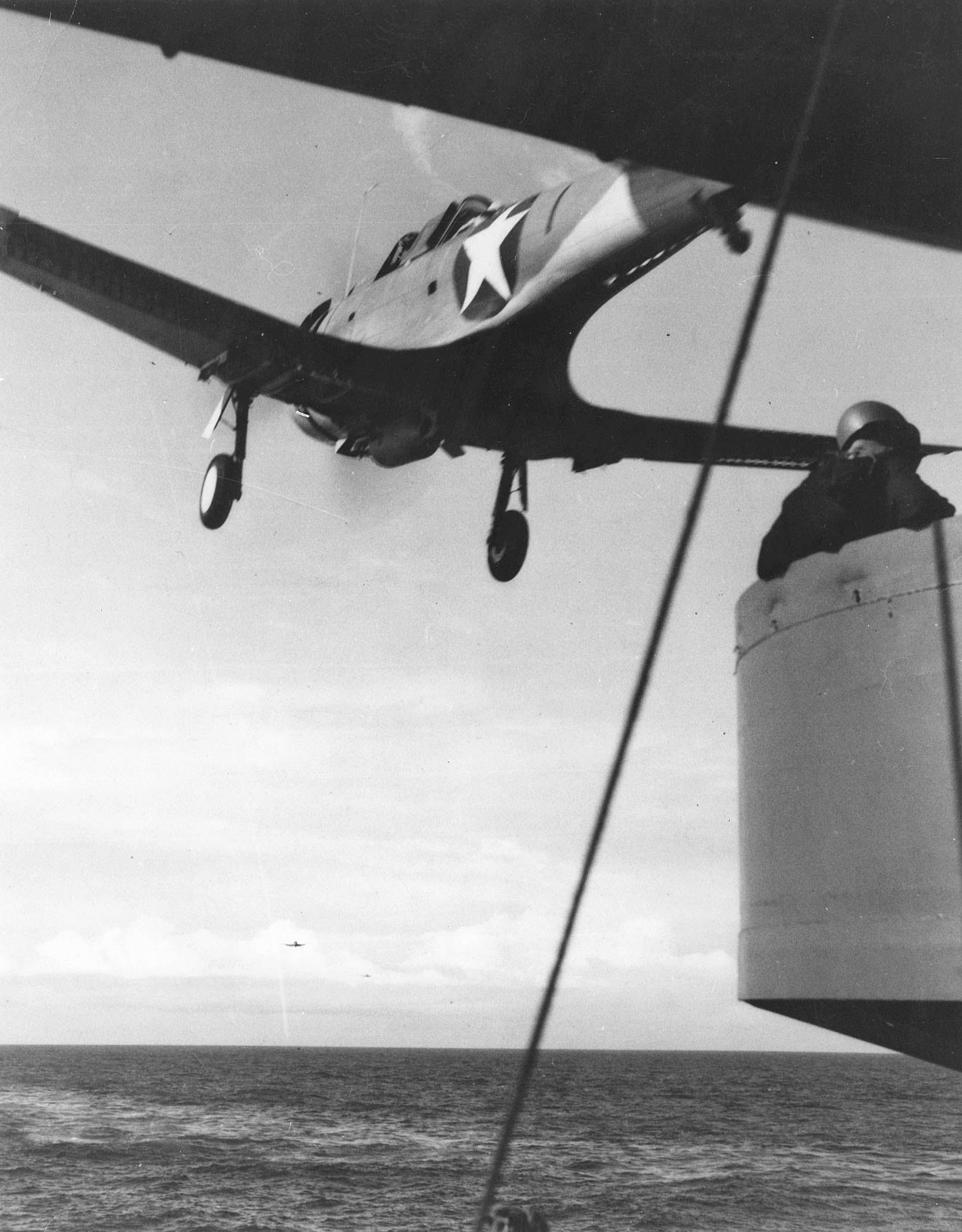
Poručík (LT) Turner Caldwell od VS-5 startuje 7. srpna z paluby Enterprise k podpoře vyloďujících se jednotek

Dne 15. července vyplula Enterprise z Pearl Harboru a zamířila do jižního Pacifiku, kde měla spolu s USS Saratoga a Wasp podpořit americké vylodění na Guadalcanalu a Tulagi. Vlajkovou lodí TF 61 viceadmirála Fletchera se pro tuto operaci stala Saratoga. Enterprise byla vlajkovou lodí TF 16 kontradmirála Kinkaida. Cestou se 24. července zastavila v Tongatapu, kde proběhlo doplnění paliva. Dne 26. července se Enterprise setkala s konvojem (TF 62) přepravujícím výsadek USMC a který doprovodila na sever do Korského moře. Tam se Enterprise zúčastnila nácviku vylodění na ostrově Koro 30. července.
Dne 3. srpna přeletěla jedna letka VF-6 na Efate, kde vyzvedla fotografie Guadalcanalu (pořízené předtím 11th BG USAAF) a dopravila je na Enterprise. Tam byly rozmnoženy a následně rozdistribuovány velitelům operace. Špatné počasí následujících dnů, když se TF 61 a TF 62 blížily k Šalomounovu souostroví, chránilo výsadek před zpozorováním. Ráno 7. srpna v 5:35 začaly startovat letouny do akce z pozice 9°39′ j. š., 159°3′ v. d.. Jako první odstartovalo 8 F4F-4, aby napadlo cíle na Lunga Point. Po nich následovaly další stroje a po celý den téměř neustále startovala a přistávala letadla plnící nejenom vzdušné krytí TF 61 a 62, ale i útoky na pozemní cíle. Během tohoto dne zvládla Enterprise obsloužit celkem 237 startů a 230 přistání, což bylo maximum v její dosavadní kariéře. Kromě množství cílů zničených na zemi si piloti VF-6 nárokovali sestřelení tří dvoumotorových bombardérů, jednoho Zera a pěti Val. Dvě Zera a pět bombardérů bylo nárokováno jako pravděpodobně sestřelené a jedno Zero mělo padnout za oběť zadnímu střelci SBD-3 z VS-5.
Dne 8. srpna pokračovala Enterprise v podpoře vyloďujících se jednotek USMC. Už v 5:59 odstartovala čtyřčlenná hlídka F4F-4 na CAP. Sedmá hlídka si nárokovala sestřelení čtyř dvoumotorových torpédových bombardérů a jednoho jednomotorového stroje – pravděpodobně Zera. Celkem Enterprise obsloužila během druhého dne vylodění 135 startů a 136 přistání (v 10:09 přistál Wildcat 6-F-35, který předchozího dne nouzově přistál na Waspu). Letecké operace byly ukončeny v 17:40 a během noci se TF 61 včetně Enterprise stáhla na jihovýchod.
Během těchto dvou dnů nalétaly posádky jednotlivých eskader celkem 1001 letových hodin, svrhly 90 500 liber (41 050,1 kg) bomb (51 tisícilibrových a 79 pětisetlibrových). To vše při vlastní ztrátě šesti F4F-4 (BuNo 5235, 5228, 5082, 5236, 5071 a 5068). Tři piloti byli zachráněni, zbývající tři byli nezvěstní.
Dne 10. srpna doplnila Enterprise palivo z tankeru USS Kaskaskia.

## Bitva u východních Šalomounů (srpen 1942)
Není-li uvedeno jinak, je hlavním zdrojem této kapitoly článek Battle of the Eastern Solomons: August 24, 1942 na cv6.org.
Všechny časy jsou v GMT+11
Dne 21. srpna Američané dešifrovali japonské zprávy týkající se připravované operace KA (KA-Go): dopravě posil na Guadalcanal. 22. srpna proto celá TF 61 zamířila na sever, aby zabránila japonskému pokusu o dopravu posil na Guadalcanal. Toho dne v 10:18 zachytil radar na Enterprise neidentifikovaný kontakt 55 námořních mil (101,9 km) severozápadně od lodi. Vyslaná čtveřice Wildcatů následně průzkumný létající člun Kawaniši H6K ittó hikó heisó (一等飛行兵曹 ~ četař) Šóiči Šakaty od 14. kókútai sestřelila.
Ráno 23. srpna objevily průzkumné letouny z Enterprise dvě ponorky plující jižním kurzem na hladině. První na pozici 6°48′ j. š., 163°20′ v. d. a druhá na 7°30′ j. š., 162°15′ v. d.. Obě byly napadeny pumami, ale výsledek útoku nebyl znám. Odpoledne pak byla zpozorována a napadena další ponorka mířící na jih, tentokrát na pozici 8°54′ j. š., 162°17′ v. d.. Byla nárokována jako poškozená.
Večer odeslal admirál Fletcher, obávaje se o stav paliva na svých lodích, letadlovou loď Wasp (TF 18) k dotankování. Japonskému vylodění tak stály v cestě jenom Enterprise (TF 16) a Saratoga (TF 11), podporované letouny z Hendersonova letiště.

### První letecké operace pondělí 24. srpna
Enterprise byla pověřena leteckým krytím obou svazů. Ráno v pondělí 24. srpna vyslala Enterprise 23 svých SBD-3 na průzkum. Měly pátrat do vzdálenosti 200 mil (322 km) severně od TF 16, ale nic nenašly. Teprve v 9:35 zpozorovala a nahlásila průzkumná PBY Catalina 23-P-5 japonský podpůrný svaz kontradmirála Hary s lehkou letadlovou lodí Rjúdžó asi 200 mil severozápadně od TF 16. V 9:55 odstartovaly na hlídku nad TF 11 (Saratoga) tři TBF-1 (bez incidentu přistály ve 13:24) a hned po nich v 9:57 následovalo osm SBD-3. Jeden z nich – 6-S-10 poručíka (LT) Woodhulla – zpozoroval japonskou ponorku na pozici 9°21′ j. š., 163°35′ v. d., ta se ale ponořila dříve, než na ní stihl zaútočit. Všechny stroje této hlídky se vrátily ve 13:25. V 10:07 odstartovaly ještě tři TBF-1 na hlídku nad TF 16, aby bez incidentu přistály ve 13:21.
V 11:30 se Enterprise nacházela na pozici 9°5′ j. š., 162°58′ v. d. a již 24 hodin se držela kurzu 347,7°. V 11:42 ale změnila kurz na 100°. Ve 12:35 odstartovalo 14 F4F-4 na CAP. Nárokovaly si sestřelení jednoho průzkumného hydroplánu a všechny přistály ve 14:55 na Lady Sara.
Ve 12:39 začalo opouštět palubu Enterprise dalších 23 průzkumníků (Flight 395: 16 Dauntlessů a 7 Avengerů), aby pátraly do vzdálenosti 250 mil (402 km) na severozápad. Mezi 12:30 a 13:00 také odstartovalo na hlídku dalších šest SBD (po třech pro hlídku nad každým svazem) a 16 F4F-4. Dauntlessy zůstaly během následujícího útoku ve vzduchu a přistály až v 17:58. Wildcaty přistály ještě před útokem na Saratoze a po dotankování odstartovaly k další hlídce v 15:40.
Saratoga vyslala ve 13:30 své letouny proti jedinému známému kontaktu – Rjúdžó, zatímco Enterprise zůstala v záloze. Ve 14:10 a poté ještě v 15:10 vyslala Enterprise do vzduchu jednu šestičlennou a jednu čtyřčlennou (resp. dvě osmičlenné) stíhací hlídku, které již zůstaly ve vzduchu během útoku. Ve 14:29 byl změněn kurz na 335° při rychlosti 20 uzlů (37 km/h).
Výkonný důstojník (XO) VB-6 poručík (LT) Lowe a podporučík (ENS) Gibson (6-B-5) zpozorovali nepřítele, jehož identifikovali jako pět těžkých křižníků doprovázených torpédoborci a ve 14:47 zaútočili na těžký křižník Maja. Jejich pumy ale těsně minuly. Ve 14:30 zpozorovaly posádky SBD 6-B-1 a 6-B-6 z Enterprise hlavní japonské síly tvořené letadlovými loděmi Šókaku a Zuikaku a v 15:15 zaútočily na Šókaku. Jejich pumy dopadly těsně vedle pravoboku a cíl byl jenom lehce poškozen střepinami. Také Avengery navázaly kontakt s nepřítelem: 6-T-5 a 6-T-13 zpozorovali ve 14:30 těžký křižník a posléze letadlovou loď Rjúdžó. V útoku jim ale zabránila Zera. Stejně se vedlo 6-T-14 a SBD 6-S-18. 6-T-1 a 6-T-6 ve 14:40 neúspěšně zaútočily pumami na cíl, který identifikovali jako jednu letadlovou loď (Rjúdžó) s doprovodem.
Hlášení o kontaktu ale zaniklo v éteru přesyceném chatováním odlétajících pilotů a tak když se Fletcher o kontaktu dozvěděl, nepodařilo se mu již odklonit útok od Rjúdžó a přesměrovat ho na japonské hlavní síly viceadmirála Naguma. Enterprise i Saratoga připravily ke startu své stíhače, neboť se dal čekat japonský úder.
V 15:23 byla rychlost zvýšena na 25 uzlů (46,3 km/h).

### Japonský útok na TF 16
Obě letadlové lodě pluly ve vzdálenosti asi 10 mil (16 km) od sebe. Ve vzduchu nyní (16:00) hlídkovalo celkem 25 F4F-4 z obou letadlových lodí. V 16:02 se objevily na radaru první neznámé kontakty, vzdálené 88 mil (141,6 km) na 320°. Enterprise nyní plula rychlostí 27 uzlů (50 km/h) obklopená clonou doprovodných plavidel. Za lodí plula ve vzdálenosti něco přes jednu míli (přes 1,6 km) nová bitevní loď USS North Carolina, po bocích křižníky USS Atlanta a USS Portland a vepředu šest torpédoborců (USS Balch, USS Benham, USS Maury, USS Ellet, USS Grayson a USS Monssen). Rychlost 27 uzlů byla zvolena kvůli tomu, aby North Carolina dokázala držet s letadlovou lodí formaci. Když Enterprise během útoku zvýšila rychlost na 30 uzlů (55,56 km/h), začala North Carolina zaostávat.
V 16:11 byly hlídkující bombardéry upozorněny, aby se držely mimo bojující svaz. V 16:19 byl zaznamenán další velký radarový kontakt na 320° vzdálený 44 mil (70,8 km), který byl správně interpretován jako blížící se útočná vlna. V 16:25 vypustila Enterprise poslední dva stíhací Wildcaty.
Útok se soustředil na Enterprise. V 16:25 zpozorovali stíhači z VF-6 svého protivníka: 27 střemhlavých D3A1 Val ze Šókaku (18 Val) a Zuikaku (9 Val). Letěly ve dvou V-formacích v 18 000 stopách (5 486 m) 33 mil (53,1 km) od Enterprise. Doprovázalo je 10 A6M2 Zero. Wildcaty letící jim v ústrety měly nevýhodu malé výšky (Val s doprovodem letěly výš), ale i přes svoji nedisciplinovanost a nedostatek bojových zkušeností (nebo možná právě proto) si Američané nárokovali sestřelení 29 letadel. Jak se Japonci probojovávali k cíli, vyslala Enterprise mezi 16:25 a 16:38 do vzduchu zbývajících 11 SBD-3 a 6 TBF-1, které měly napadnout japonské letadlové lodě. Nebylo možné bombardérům poskytnout stíhací ochranu, ale zároveň bylo nebezpečné ponechat natankované a vyzbrojené stroje na palubě během náletu.

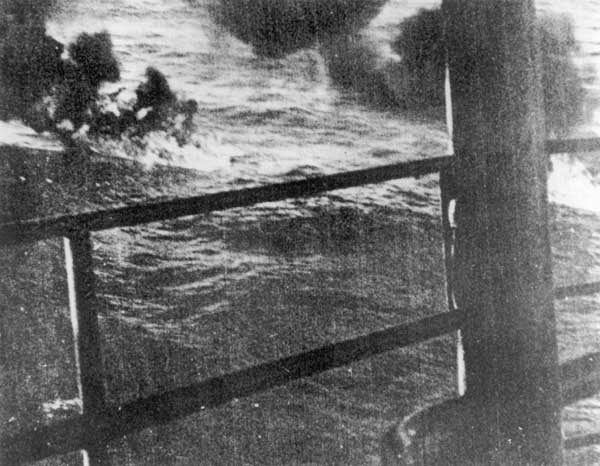
Enterprise míjí hořící trosky dvou japonských Val. Fotografováno z ochozu III. 127mm baterie (pravobok na zádi). Fotograf Robert F. Read, který fotografii pořídil, byl o několik okamžiků později zabit pumou, která zasáhla tuto baterii.

V 16:29 se japonská formace ve vzdálenosti asi 25 mil (40,2 km) od lodě rozdělila na několik skupin. V 16:34 hlásil torpédoborec Monssen vizuální kontakt na 335°. V 16:39 hlásila obsluha radaru, že nepřítel je přímo nad lodí a Enterprise začala provádět úhybné manévry. Protiletadlová děla ale stále mlčela: dělostřelci neviděli cíle. Teprve v 16:40 zpozoroval seržant (1st Sergeant) Joseph R. Schinka (USMC) od 4. baterie 20mm Oerlikonů útočící bombardéry. Nacházely se ve výšce 16 000–18 000 stop (4 876,8–5 486,4 m) nad přídí na levoboku a v 16:41 začaly přecházet do střemhlavého letu. Shinka zahájil palbu, ale bombardéry byly ještě mimo dostřel 20mm Oerlikonů. Trasírky ale ukázaly směr ostatním dělostřelcům a ti rovněž zahájili palbu. Děla na pravoboku střílela přes palubu. Piloti stíhačů se rozhodli podstoupit riziko a sledovali japonské bombardéry i během jejich střemhlavého letu, vystavujíce se tak palbě vlastních protiletadlových děl. Rovněž doprovodná plavidla zahájila palbu.
Protiletadlová děla na Enterprise se musela obejít bez dat ze střeleckého radaru Mk 4, který byl namontován na předním dálkoměru Mk 33, neboť útočníci přilétávali z úhlů, které nebyl schopen tento radar pokrýt. Centrální řízení palby proto nebylo možno použít a palba byla řízena až na úrovni jednotlivých baterií.

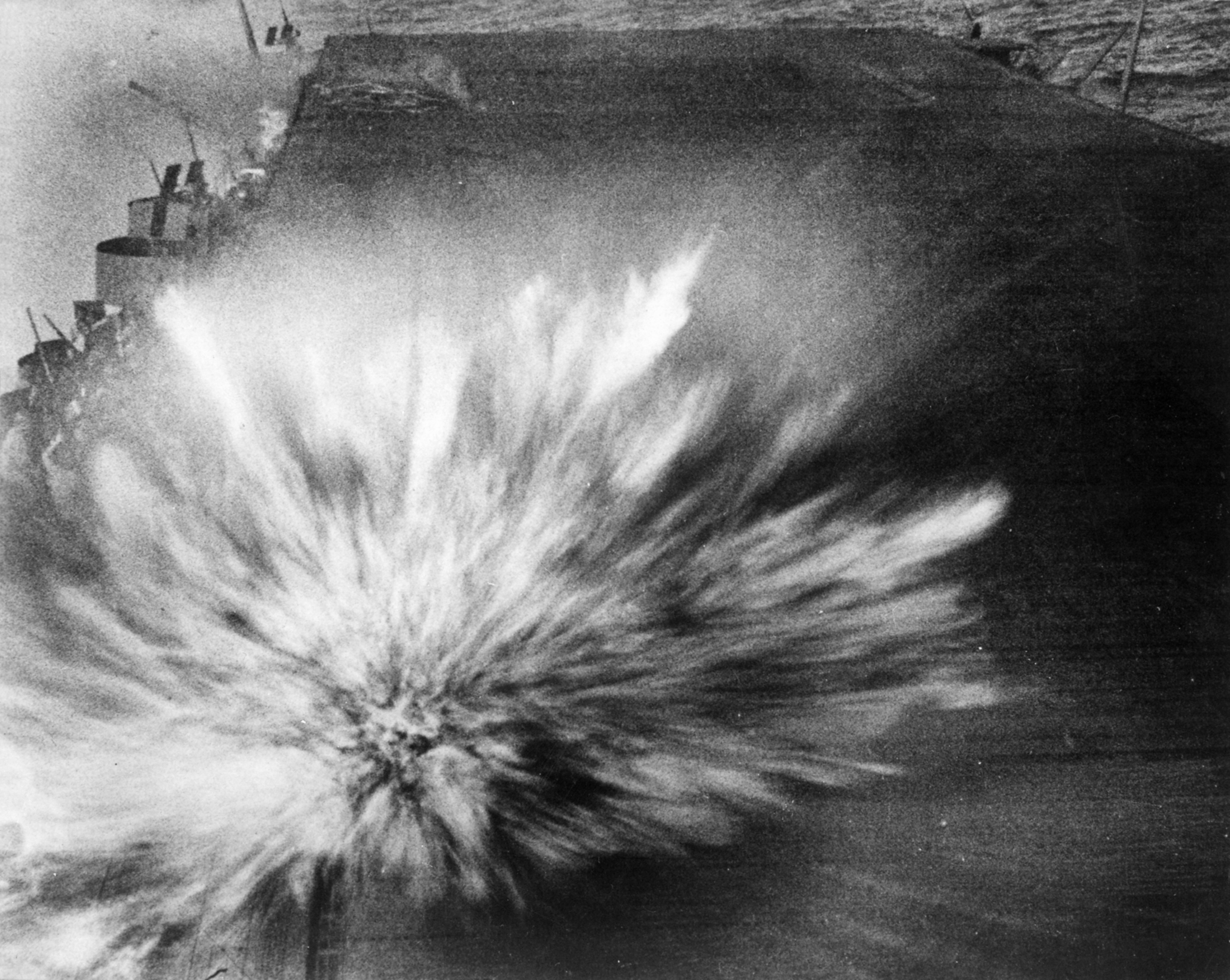
Třetí puma explodovala na palubě. Snímek pochází z filmu, který nasnímal Marion L. Riley. Kamera byla výbuchem poškozena, ale film i kameraman přežili. Kouře stoupající z prostoru kolem zadního výtahu a zadní III. baterie značí místo, kam dopadly předchozí dvě pumy.

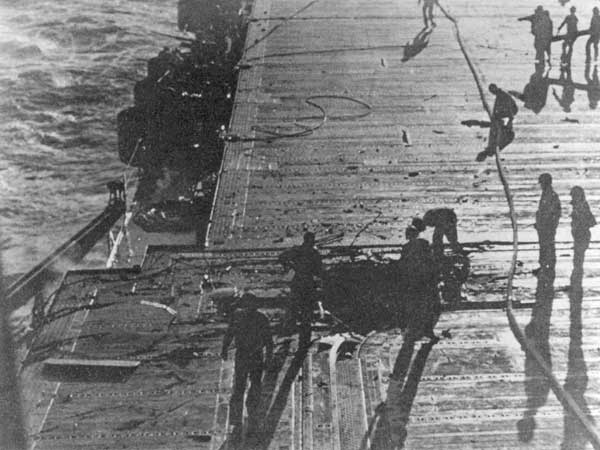
Díra v letové palubě způsobená třetí pumou. V pravé části snímku jsou záchranné čety běžící hasit požár III. baterie.

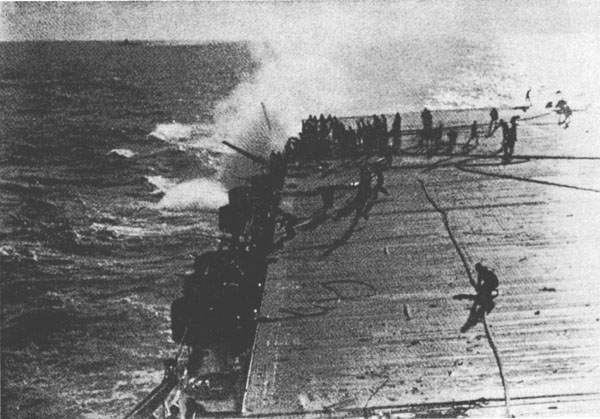
Záchranné týmy hasí požár III. 127mm dělostřelecké baterie způsobený druhým zásahem.

Nalétávající bombardéry útočily ze dvou směrů: ze severu a z východu. Přilétaly v přibližně desetisekundových intervalech po dobu následujících dvou či tří minut se dvěma 20 a 30 sekundovými okny. Ačkoliv několik útočníků bylo sestřeleno či poškozeno, Enterprise se zásahům nevyhnula. V 16:44 odhodil stroj poručíka Arimy (velitel 1. čútai ze Šókaku) svoji 250kg průbojně trhavou pumu. Puma shozená přibližně z 1 500 stop (457,2 m) dopadla na zadní výtah. Prorazila letovou palubu a pronikla 42 stop (12,8 m) do nitra lodi, kde explodovala mezi druhou a třetí palubou, asi 12 stop (3,7 m) od pravoboku na úrovni 171. přepážky. Střepiny pronikly až na čtvrtou palubu. Výtah byl zablokován v poloze „nahoře“. Hlavní (hangárová) paluba byla zásahem vyboulena až o 16 palců (40,64 cm) mezi přepážkami 157 a 173. Druhá paluba byla vyboulena až o 12 palců (30,48 cm) mezi přepážkami 157 a 173. Výbuch a požár zcela zdemoloval WC posádky a tesařskou dílnu. Vyřadil také dodávku proudu pro zadní baterie 127mm děl. Náměr, odměr i nabíjení muselo být nyní prováděno manuálně a rychlost jejich střelby klesla na polovinu. Výbuch a následný požár zabil 35 námořníků nacházejících se v zasažené sekci, včetně jedné záchranářské čety. Proraženým trupem se začala do lodi valit voda, zaplavovala skladiště a loď se naklonila o 3° na pravobok.
Půl minuty poté dopadla do téměř stejného místa – vedle zadního výtahu u 179. přepážky – další puma, shozená strojem poručíka Koitabašiho (EI-232) ze Šókaku. 242kg trhavá puma pronikla jenom 8 stop (2,4 m) pod letovou palubu, kde explodovala kousek od pravého okraje výtahu v galerii pravé zadní baterie 127mm děl. Ta byla kompletně zdemolována a obsluha děl č. 5 a 7 zabita. Z 38 mrtvých se podařilo identifikovat jenom 28 těl. 40 kusů pohotovostní munice pro dělo č. 5 shořelo. Další munici posádka lodi naházela do moře, neboť hrozilo její vznícení. Letová paluba byla nadzvednuta až o 18 palců (45,72 cm) mezi přepážkami 173 a 186.
Třetí puma, odhozená v asi 1 500 stopách (457,2 m), zasáhla o minutu později v 16:45 Enterprise těsně za prostředním výtahem u 137. přepážky na pravoboku. 242kg trhavá puma pocházela ze stroje poručíka Horiho (Šókaku), který byl těsně před odhozem zasažen protiletadlovou palbou a zřítil se do moře na pravoboku u přídě. Explodovala při dopadu a vyrvala v palubě otvor o průměru 10 stop (3,04 m). Způsobila požár v balírně padáků na hangárové palubě, zablokovala prostřední výtah i torpédový výtah v horní poloze a poškodila zadní dálkoměr.
Čtvrtá puma v 16:47 jen těsně minula levý roh převisu letové paluby na zádi a explodovala na levoboku ve vodě asi 3,5 m od lodního trupu poblíž přepážky 193. Trup byl proděravěn střepinami, převis letové paluby byl poškozen vzedmutým sloupem vody a došlo i k uvolnění demagnetizačních kabelů na zádi. Další puma, která dopadla těsně vedle Enterprise proděravěla střepinami trup nad čarou ponoru na levoboku na úrovni 80. přepážky. Zejména baterie 28mm děl trpěly zaplavováním, způsobeným vzedmutou vodou z blízko dopadajících pum.

### Po útoku

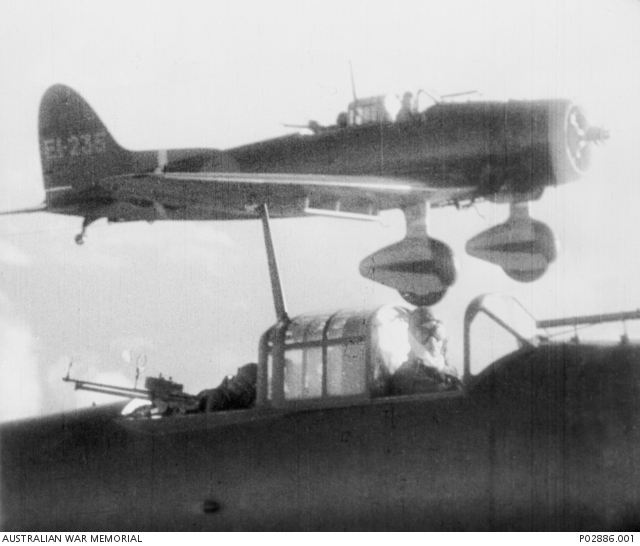
D3A1 Val EI-232 poručíka Hiroši Koitabašiho (na pozici střelce) se vrací na Šókaku. Pilot, poručík Tamotsu Akimoto, byl autorem druhého zásahu Enterprise. Stroj v pozadí je EI-235. Snímek pochází z filmu nasnímaného poručíkem Arimou, autorem prvního zásahu.

Jak rychle útok začal, tak rychle i skončil. V 17:01 bylo po všem a loď nabrala kurz 130°. Navzdory přehnaným nárokům Američanů přišli Japonci nad TF 16 společnou snahou stíhačů a protiletadlových dělostřelců o deset Val a jedno nebo dvě Zera. O další stroje Japonci přišli, když se po náletu střetávaly s americkými letadly a také v důsledku vyčerpání paliva.
Záchranné čety se ihned vrhly do hašení požárů, zprovoznění paluby a utěsňování proděravělého trupu, kterým nateklo do lodi na 245 tun vody. Během následující hodiny po útoku se podařilo dostat požáry pod kontrolu a zprovoznit letovou palubu. Náklon na pravobok byl vyrovnán zaplavením prostor na levoboku.
V 17:22 plula Enterprise rychlostí 20 uzlů (37 km/h), ale v 17:46 to již bylo 24 uzlů (44,4 km/h) a mohla začít přistávat letadla, která dosud kroužila kolem. První z nich přistálo v 17:49 a do 18:21 stihlo přistát celkem 25 strojů. V 17:53 nouzově přistál jeden SBD-3 3-B-33 ze Saratogy, který se vracel z útoku na japonské lodě. Všechny letouny bylo možno obsloužit jenom předním výtahem, neboť prostřední i zadní byly zablokovány. Naštěstí pro přistávající piloty oba v horní poloze. Asi v 18:10 nouzově přistál poškozený Wildcat BuNo 02062 podporučíka Linquese, kterému se nevysunuly klapky a který byl následně zastaven záchytnou bariérou.
Když už se zdálo, že vše je zažehnáno, došlo v 18:20 ke ztrátě kontroly nad kormidlem. Ve strojovně kormidla se nacházely dva elektromotory a hydraulika kormidla byla vždy obsluhována jedním z nich, zatímco druhý byl v záloze. Během bitvy byl zapojen motor na pravoboku. Po prvním zásahu začal do strojovny kormidla pronikat kouř a obsluha musela ventilaci uzavřít. Teplota v nevětrané strojovně začala narůstat. Při 160°F (71,1°C) zkolabovali první dva (či tři) muži ze sedmičlenné obsluhy. Protipožární čety bojovaly s ohněm o několik palub výše. Po náletu kdosi otevřel ventilaci zvenčí a do strojovny se vlila voda použitá při hašení požárů způsobených prvním a druhým zásahem. Voda zaplavila a zkratovala motor a ovládací panel na pravoboku. Následkem toho se kormidlo nakonec zablokovalo v poloze 20° doprava. Teplota dosahovala 170 °F (76,7 °C). Poslední člen obsluhy, který byl ještě při vědomí, se pokusil přepnout kormidlo na motor na levoboku, ale práci nedokončil.
Loď plující rychlostí 24 uzlů (44,4 km/h) se stala neovladatelnou. Ani plný chod vpřed na pravobočních šroubech a vzad na levobočních nedokázal přemoci účinek zablokovaného kormidla. Byl vyvěšen signál, že loď je neovladatelná a všechny šrouby zabraly plnou parou vzad. Jenom o 50 yardů (45,7 m) se podařilo zabránit kolizi s torpédoborcem Balch. Poté Enterprise pokračovala v kroužení rychlostí 10 uzlů (18,5 km/h), aby nebyla až tak snadným cílem pro případné ponorky. Záchranářské čety se snažily dostat do strojovny a tam dokončit přepnutí na levoboční motor, což se jim po 38 minutách podařilo. V 18:53 byla kontrola nad kormidlem obnovena.
Enterprise měla štěstí, neboť zatímco se opravářské týmy snažily dostat k zablokovanému mechanismu a opravit ho, objevila se na radaru druhá vlna. Ta ale Enterprise minula o pouhých 50 mil (96,6 km) jižním směrem a poté jí ubývající zásoby paliva přiměly k návratu.
Letouny, které nestihly přistát na Enterprise před zablokováním kormidla, přistály na Saratoze. Mezi 21:28 a 21:30 přistály dva Avengery, přičemž stroj 6-T-12 (BuNo 00419) narazil do lodního ostrova. Jeden Avenger, kterému se po startu nepodařilo zasunout podvozek, přistál ještě před zaseknutím kormidla v 18:08 a zbývajících pět TBF-1 přistálo na Saratoze. 11 SBD-3, které těsně před náletem opustily Big E, nepřítele nenašly a přistály na Guadalcanalu.

### Americké ztráty
Celkem na Enterprise zahynuli dva důstojníci a 72 mužů posádky. Dalších 6 důstojníků a 89 mužů bylo zraněno. Protiletadloví dělostřelci na Enterprise si nárokovali 15 sestřelených letadel. Dva Wildcaty (BuNo 5049 a 02083; minimálně jeden Wildcat sestřelen vlastní protiletadlovou palbou) a jeden Avenger (6-T-13, BuNo 00418) byly pohřešovány. Jeden Wildcat (BuNo 5272 poručíka (LT.) Vorse), dva Dauntlessy a dva Avengery přistály nouzově na hladině. Posádku SBD podporučíka (Ens.) Gibsona (6-B-5, BuNo 03290) vyzvedl USS Farragut a posádku podporučíka (Ens.) Jorgensona (6-S-18, BuNo 03309) zachránil Monssen. Posádku TBF podporučíka (Ens.) Bye (6-T-6, BuNo 00446) zachránil Balch a pohřešovaná posádka podporučíka (Ens.) Bingamana (6-T-14, BuNo 00433) byla později zachráněna na Stewartově ostrově. Také bylo třeba odepsat jeden Wildcat (BuNo 02062) a jeden Avenger, které byly těžce poškozeny. Létající personál zaznamenal ztrátu (pohřešovaní) dvou pilotů F4F (Hernes a Reid) a jedné posádky TBF 6-T-13.
Bitva také ukázala nedostatečnou kvalitu rozpoznávačů vlastní-cizí, neboť ty nefungovaly tak, jak by měly a zbytečně docházelo k planým poplachům a k jednotlivým kontaktů museli být vektorováni stíhači, aby je ověřili. Tím se oslabovalo vlastní letecké krytí svazu.
V 19:19 změnila Enterprise kurz na 180° a rychlost na 15 uzlů (27,8 km/h). V 19:30 se nacházela na pozici 8°58′ j. š., 164°2′ v. d..

## Opravy a úpravy v Pearl Harboru (září 1942)
Není-li uvedeno jinak, je hlavním zdrojem této kapitoly článek Santa Cruz: October 26, 1942 na cv6.org.
Následujícího dne zamířila Enterprise k opravám do Pearl Harboru, kam dorazila 10. září. Cestou se zastavila na Tongatabu (konec srpna), kde vyložila přebytečné palivo a munici. Doprovázel jí těžký křižník Portland a čtyři torpédoborce. Zbytek TF 16 byl převelen k TF 11. Na Enterprise zůstalo pouze šest stíhačů a šest bombardérů s posádkami pro potřeby vlastní ochrany. Zbývající letadla byla odeslána k posílení leteckých skupin Waspu, Hornetu a letišť na Nových Hebridách a Guadalcanalu.
V Pearl Harboru se opravárenské čety daly do práce 24 hodin denně. Kromě samotných oprav došlo i na posílení protiletadlové výzbroje. 28mm čtyřhlavňové pom-pomy byly nahrazeny účinnějšími 40mm Bofors L/60 rovněž ve čtyřhlavňovém uspořádání. Přibyly také další 20mm Oerlikony.

## Bitva u ostrovů Santa Cruz (říjen 1942)
Není-li uvedeno jinak, je hlavním zdrojem této kapitoly článek Santa Cruz: October 26, 1942 na cv6.org.
Všechny časy jsou v GMT+11
Ráno 16. října Enterprise opět zvedla kotvy a vyplula z Pearl Harboru do jihozápadního Pacifiku. Doprovázela jí nová bitevní loď USS South Dakota, která tak v nové TF 16 nahradila poškozenou North Carolina. Jádro TF 16 doprovázelo devět torpédoborců (USS Porter, USS Preston, USS Cushing, USS Lamson, USS Smith, USS Mahan, USS Shaw, USS Maury a USS Conyngham). Očekávala se další japonská ofenzíva proti americkým pozicím na Guadalcanalu a Enterprise s Hornetem (TF 17) byly jediné dvě akceschopné letadlové lodě v Pacifiku.

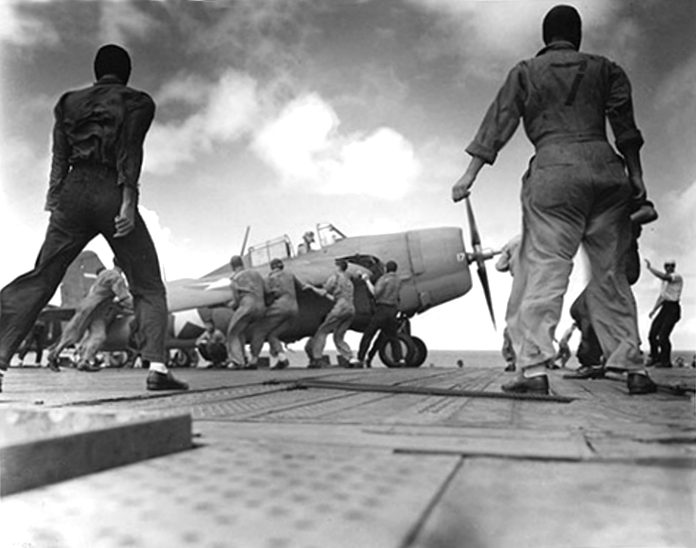
24. říjen: F4F-4 Wildcat (F-17, BuNo 5229) pilotovaný podporučíkem (ENS) Fultonem je palubním personálem připravován ke startu. Všimněte si manuálního upevňování sklápěcích křídel.

10. letecká skupina (Air Group 10), která měla nahradit leteckou skupinu Enterprise (Enterprise Air Group), přistála na Enterprise jižně od Oahu. Tvořily jí stíhací VF-10 Grim Reapers s 36 F4F-4, střemhlavá bombardovací VB-10 a průzkumná VS-10, každá s 18 SBD-3 a torpédová VT-10 s 15 TBF-1. Na palubě ale ještě bylo pár strojů z původní letecké skupiny Enterprise. Čas na dlouhé cestě byl využit ke cvičným střelbám jak obou leteckých skupin, tak palubních baterií protiletadlových děl.
19. října proběhlo přetankování paliva torpédoborcům z nádrží jejich svěřenců. Třem torpédoborcům předala palivo i Enterprise v pauzách mezi leteckými operacemi. Téhož dne svaz opustily torpédoborce Lamson a Mahan. 21. října (GMT-10,5) se novým kapitánem stal Osborne B. Hardison a nahradil tak ve funkci kapitána Davise.
Za úsvitu 23. října se TF 16 setkala na pozici 12°30′ j. š., 175° v. d. s tankerem USS Sabine a torpédoborcem USS Stack. K TF 16 se opět připojily torpédoborce Lamson a Mahan a také křižníky Portland a USS San Juan. Spojením s TF 17 kolem Hornetu vznikla TF 61 pod velením kontradmirála Kinkaida, který si Enterprise vybral za vlajkovou loď. Ve 14:00 zamířila TF 61 na severozápad, vstříc k ostrovům Santa Cruz.

### Neděle 25. října: Předehra
V 1:50 25. října změnila TF 61 kurz na 300°. V 5:03 odstartovalo 18 SBD-3 na ranní průzkum, včetně tří strojů, které měly přeletět na Hornet. V 5:37 je následovalo osm Wildcatů první stíhací hlídky a dva Avengery určené pro Hornet. SBD z ranního průzkumu přistály v 9:08. V 11:19 musel nouzově přistát Wildcat F-14. Stíhačce se nevysunul přistávací hák, prorazila záchytnou bariéru a narazila do letadel zaparkovaných na přídi. Jeden SBD byl sražen do moře a čtyři muži byli zraněni.
V 11:45 změnila TF 61 kurz na 285°. Od 11:50 až do 12:17 Enterprise kličkovala kvůli nebezpečí napadení japonskými ponorkami.
V 11:50 přišlo hlášení o zpozorování dvou japonských letadlových lodí na pozici 8°51′ j. š., 164°30′ v. d.. Enterprise se spolu se zbytkem TF 61 nacházela 360 mil (579 km) jihovýchodně od nepřítele, na pozici 10°4′ j. š., 170°18′ v. d. a rychlostí 22 uzlů (40,7 km/h) plula kurzem 295°. Ve 13:37 odstartoval první z dvanácti SBD-3 na hlídku: měly pokrýt oblast severozápadně od lodi v úseku 280° až 010° a do vzdálenosti 200 mil (321,9 km). Ve 14:20 následovala další skupina dvanácti SDB-3, šesti TBF-1 a jedenácti F4F-4 jako útočná vlna pro případ kontaktu s nepřítelem. Nagumo ale po zpozorování Catalinou zamířil na sever a tak ani jedna z uvedených skupin na nepřítele nenarazila. První vlna přistála v 18:02 a letouny druhé vlny přistávaly během necelé půlhodiny po sedmé večer. Tato ofenzivní taktika stála Enterprise několik strojů. Poručík (LT) Miller zahynul, když jeho Wildcat (F-32, BuNo 5204) během návratu narazil z neznámých příčin na hladinu 40 mil (64,4 km) od lodi. Tři SBD a tři TBF skončili pro nedostatek paliva v moři, ale jejich posádky byly zachráněny torpédoborci.
Během nastávající noci se střídalo kličkování s přímou plavbou severozápadním kurzem. Rychlost 23 uzlů (42,6 km/h).

### Pondělí 26. října

#### Ranní průzkum
Během noci byl Nagumův svaz několikrát spatřen Catalinami a podle posledních hlášení se měl již nacházet v dosahu TF 61. V 5:00 se Enterprise natočila proti větru na kurz 115° a zvýšila rychlost na 27 uzlů (50 km/h), aby umožnila start ranních hlídek. Ty odstartovaly mezi 5:05 a 5:20 a po jejich startu přešla Enterprise na kurz 270° a zpomalila zpět na 23 uzlů (42,6 km/h). Ranní hlídka sestávala ze 16 SBD-3 (každý s 500lb (226,7 kg) pumou) dálkového průzkumu, šesti SBD-3 od VS-10 hlídkujících nad TF 61 a osmi F4F-4 první stíhací hlídky. Dálkový průzkum měl ve dvojicích propátrat oblast od 235° do 000° a to až do vzdálenosti 200 mil (370,4 km).
Jedna z dvojic dálkového průzkumu (poručíci (LT) Welch a (LTJG) McGraw z VB-10) potkala 85 mil (157,4 km) od Enterprise ve svém hlídkovém sektoru 266°-282° japonskou Kate (průzkumný letoun č. 2 ze Šókaku), která v rámci ranního průzkumu mířila opačným směrem. Setkání se obešlo bez incidentu a každý si letěl po svém. Každý měl svůj úkol: najít nepřátelské letadlové lodě a postarat se, aby se ten druhý neměl kam vrátit.
V 6:30 nahlásila ta samá dvojice Welch & McGraw zpozorování dvou bitevních lodí a doprovodných plavidel předsunutého svazu kontradmirála Abeho na pozici 8°10′ j. š., 163°55′ v. d. (170 mil (314,8 km) směrem 275° od Enterprise). Oba piloti se sice nenechali zlákat k útoku, ale žádný další kontakt již nenavázali. Na zpáteční cestě se opět potkali s průzkumnou Kate, která se rovněž vracela ze své mise.
V 6:50 navázala další hlídka, kterou tvořil velitel VS-10 Lee a poručík (LTJG) Johnson, kontakt se dvěma letadlovými loděmi: Šókaku a Zuikaku. Třetí – Zuihó – jejich pozornosti unikla. Stalo se tak 200 mil (370,4 km) severozápadně (300°) od TF 61 na pozici 7°5′ j. š., 163°38′ v. d.. Hlídka odvysílala hlášení o kontaktu a plánovala na letadlové lodi zaútočit, ale její útok byl přerušen Zery z leteckého krytí. Oba průzkumníci museli čelit osmi Zerům, přičemž si nárokovali sestřelení tří z nich. Jejich hlášení nasměřovalo do oblasti další hlídku VS-10 poručíka (LT) Stronga a podporučíka (ENS) Irvina. Ti těsně po 7:30 zaútočili nepozorovaně z výšky 14 000 stop (4 267,2 m) – s uvolněním pum v 1 500 stopách (457,2 m) – na Zuihó, kterou mylně identifikovali jako jednotku třídy Šókaku. Zasáhli jí oběma svými 500lb (226,7 kg) pumami na zádi. Poté museli rychle zmizet před dotírajícími Zero, přičemž dvě z nich si nárokovali jako sestřelené palubní střelci obou bombardérů. Zuihó byla vyřazena z boje na několik měsíců, ale teď bylo důležité, že její letová paluba již byla prázdná. Japonské bombardéry již odstartovaly.
Poručík (LTJG) Burnett a Miller zaútočili na neidentifikovaný křižník a Burnett si ho nárokoval jako pravděpodobně zasažený. Šlo o těžký křižník Tone, který se ale oběma pumám vyhnul. Burnett také nárokoval sestřel jedné Kate.
Všech 16 strojů dálkového průzkumu přistálo mezi 9:31 a 9:48. To už ale byly bombardéry z Enterprise a Hornetu také na cestě k cíli.

#### Ranní útok VT-10 a VS-10

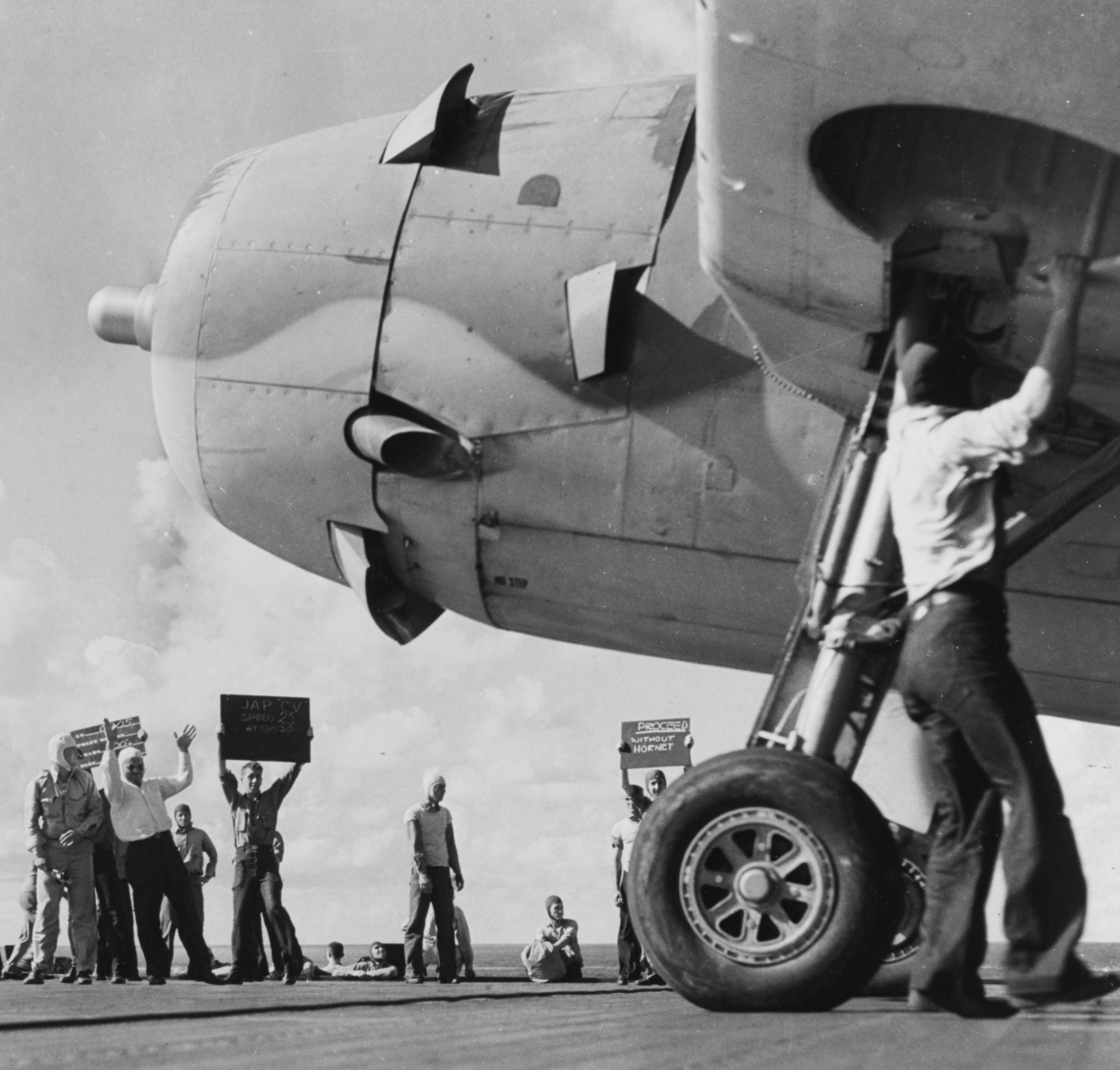
Kolem osmé hodiny ráno 26. října: TBF-1 Avenger od VT-10 je připravován ke startu. Cedule předávají posádce poslední instrukce: „PROCEED WITHOUT HORNET“ („Pokračujte bez Hornetu“ - cedule napravo) a „JAP 'CV' SPEED 25 AT 0830“ („Rychlost japonských letadlových lodí 25 (uzlů) v 7:30“ - cedule vlevo). První vlna z Hornetu odstartuje dříve, než stroje z Enterprise a druhá zase až po nich, takže letouny z Enterprise nemají ztrácet čas čekáním a zaútočit samostatně.

Po obdržení hlášení o kontaktu s japonskými letadlovými loděmi se Enterprise připravovala na vyslání útočné vlny. V 7:08 změnila kurz na 330° a zvýšila rychlost na 27 uzlů (50 km/h). V 7:30 se natočila doprava proti větru na kurz 110° a v 7:47 vypustila první letadlo. Poslední stroj odstartoval v 8:05, když tři minuty předtím loď snížila rychlost na 26 uzlů (48,2 km/h). Údernou vlnu tvořilo osm F4F-4, osm TBF-1 vyzbrojených torpédy, tři SBD-3 z VS-10 vybavené 1 000lb pumou (453,6 kg) a jeden velitelský TBF-1. Spolu s útočnou vlnou odstartovalo i 12 Wildcatů druhou CAP. Mezi 8:07 a 8:10 přistáli všichni stíhači první hlídky. Na kurzu 110° ale Enterprise ještě chvíli zůstala, aby v 8:16 přijala jeden stroj na nouzové přistání a v 8:18 se vrátila na kurz 330°.
Na cestě k cíli byla v 8:30 úderná vlna z Enterprise napadena devíti japonskými stíhači. Šlo o poručíka Hidaku a jeho letce ze Zuihó z eskorty japonské útočné vlny, která se blížila k TF 61. Stalo se tak asi 60 mil (96,5 km) od TF 61. Tři Avengery (Collett (T-1, BuNo 01749), Read (T-10, BuNo 00381) a Norton (T-7, BuNo 05903)) a dva Wildcaty (Leppla (BuNo 02040) a Rhodes (F-, BuNo 5078)) byly sestřeleny a další dva Wildcaty (Reding a Mead (BuNo 5107)) a jeden Avenger (Batten (T-11, BuNo 06044)) byly natolik poškozeny, že musely otočit zpět. Batten a Mead ale nakonec stejně skončili ve vodě. Stíhací doprovod z VF-10 si nárokoval tři sestřelená Zera a jedno si připsal i palubní střelec Avengeru T-8.
Oslabená útočná vlna Enterprise poté pokračovala v cestě. V 9:30 zahlédla Abeho předsunutý svaz. Wildcaty musely v boji odhodit přídavné nádrže a nyní byly na hranici svého doletu. Všechny tři střemhlavé Dauntlessy zaútočily na bitevní loď Kirišima, ale ačkoliv si posádky nárokovaly dva zásahy, ve skutečnosti žádná puma obrněnec nezasáhla. Ani torpédonosným Avengerům se nevedlo lépe. Zaútočily na těžký křižník, ale všechna torpéda minula. Cesta zpět již proběhla bez incidentu a všechny zbývající stroje úderné vlny přistály na Enterprise mezi 12:00 (stíhači) a 13:22 (velitelský TBF).

#### Enterprise a japonský první útok na Hornet

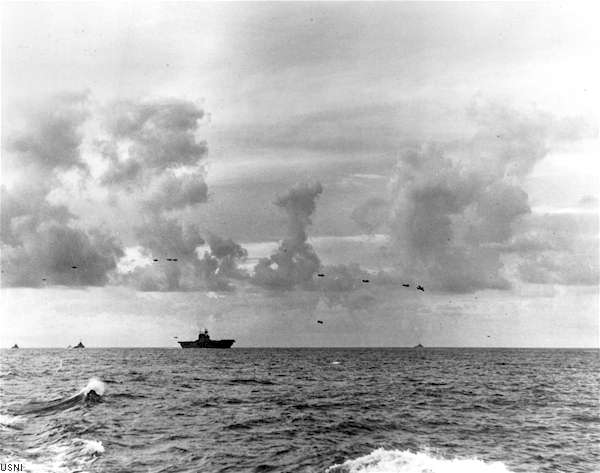
Letadla – mnohá s docházejícím palivem – se při návratu řadí do okruhu na přistání. Podle prázdné letové paluby a absence kouře nad přídí musela být fotografie pořízena před 9:58 (čas, kdy dosedl poslední stroj před japonským útokem)

O blížících se japonských letadlech byla Enterprise informována odlétajícími letouny Hornetu i svými vlastními. V 8:45 byl hlášen kontakt: vzdálenost 25 mil (40,2 km), přilétající ze směru 225°. Enterprise se natočila proti větru na kurz 110° a při 27 uzlech (50 km/h) vyslala mezi 8:46 a 8:53 do vzduchu třetí bojovou hlídku jedenácti Wildcatů. V 8:56 se první japonské stroje objevily na radaru Enterprise: směr 280° ve vzdálenosti 23 mil (37 km). Enterprise otočila doleva na kurz 20° a vplula do dešťové přeháňky, která jí skryla před zraky japonských letců.
Z přeháňky Enterprise vyplula v 9:09 a přešla na kurz 60°. To ale stačilo, aby se japonská první vlna zaměřila na Hornet. Enterprise proti ní vyslala část svých hlídkujících stíhačů, aby pomohli bránit Hornet, vzdálený 10 mil (16 km) jihozápadně. I přes jejich snahu ale byl Hornet několikrát těžce zasažen a z Enterprise bylo možno vidět požáry na palubě mladší sestry. V 9:25 se všechny nepřátelské kontakty na radaru Enterprise začaly vzdalovat.
Enterprise se natočila proti větru, aby umožnila mezi 9:30 a 9:58 přistát ranní hlídce (16 SBD), ranní protiponorkové hlídce (6 SBD) a části druhé bojové hlídky. Po jejich přistání se Enterprise otočila doprava na kurz 200°. Enterprise se chystala na vyslání druhé útočné vlny 10 SBD z VB-10, která měla bez doprovodu napadnout japonské lodě a pak přistát na Guadalcanalu, ale k tomu již nedošlo. V 10:00 zachytil radar další velkou vlnu japonských letadel ve vzdálenosti 23 mil (37 km) – tentokrát měla být na řadě Enterprise.

#### První útok na Enterprise: Val ze Šókaku
Stíhači byli naváděni na přilétajícího nepřítele, ale opět došlo k selhání v řídícím středisku: pilotům mimo vizuální kontakt s mateřským plavidlem byly k ničemu informace o relativní poloze nepřítele vzhledem k aktuálnímu kurzu letadlové lodi. Oním nepřítelem, který se na radaru pletl s vlastními přilétávajícími stroji z VS-10, byla část druhé japonské vlny 19 D3A1 Val poručíka Seki ze Šókaku s doprovodem 5 A6M2 Zero. Pomalejší Kate ze Zuikaku se totiž opozdily a tak – naštěstí pro Big E – zaútočily stroje z obou japonských letadlových lodí odděleně.
Asi v 10:02 zpozoroval poručík (LT) Pollock torpédoborec Porter, jak nehybně stojí na hladině a zachraňuje posádku Battenova Avengeru T-11. Pollock zahlédl stopu torpéda směřujícího k nic netušícímu torpédoborci. Na varování rádiem bylo pozdě (muselo by jít přes Enterprise) a tak se vrhl k hladině rozhodnut varovat torpédoborec a pokusit se zasáhnout torpédo svými kulomety. To se mu nepodařilo a torpédoborec si důvod počínání Wildcatu uvědomil příliš pozdě, než aby se dokázal torpédu vyhnout.

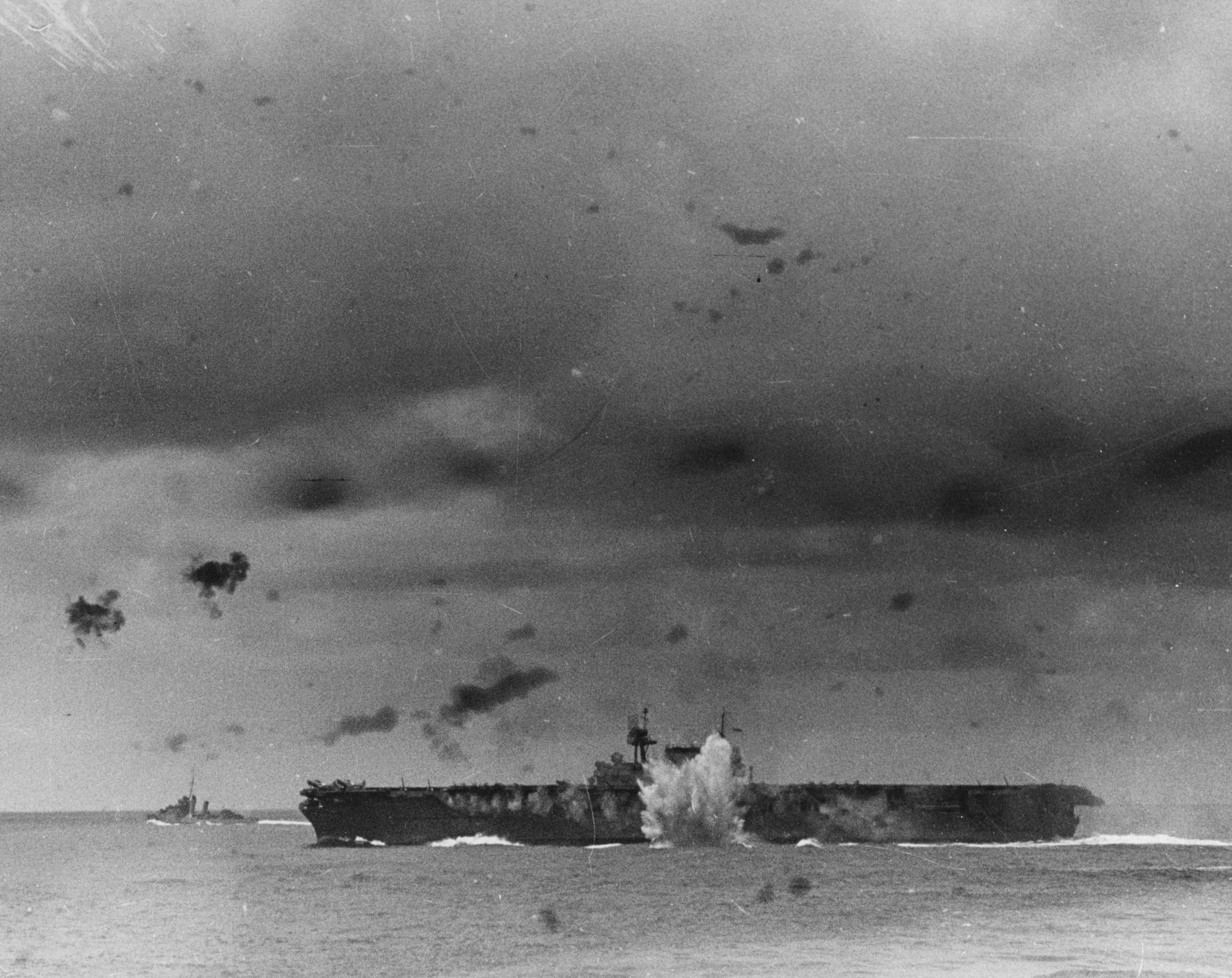
Jedna z pum exploduje u levoboku Enterprise. V pozadí manévruje jeden z doprovodných torpédoborců.

V 10:07 změnila Enterprise kurz doprava na 250° a v 10:12 doleva na 230°. Střelecký radar Mk 4 se ale nemohl na přilétající vlnu zaměřit a tak byla protiletadlová palba spuštěna až v okamžiku, kdy byly japonské střemhlavé bombardéry zpozorovány. To se už ale nacházely téměř nad lodí, těsně před přechodem do střemhlavého letu. V 10:15 se Val vrhly na Enterprise a ta začala opisovat kruh doleva, aby se vyhnula pumám.
Útok trval asi 4 minuty a ačkoliv si v něm dělostřelci Enterprise a doprovodných plavidel nárokovali sestřelení sedmi nepřátel, podařilo se Japoncům zasáhnout Big E dvěma pumami na přídi a další puma loď jenom těsně minula. První puma (opět skóroval poručík Arima) zasáhla příď lodi v 10:17. Prorazila letovou palubu na úrovni 4. přepážky (asi 20 stop (6 m) od konce letové paluby) mezi oběma předními katapulty. Proletěla převisem trupu klenuté přídě a trup opustila na levoboku, kde explodovala ve vzduchu vedle lodní přídě. Trup lodi byl na asi 160 místech proražen střepinami, přičemž největší otvory měly průměr 12 palců (30,5 cm). V radiozaměřovací místnosti byl jeden muž zabit a další zraněni. Jeden Dauntless z VB-10 zaparkovaný na přídi na pravoboku byl výbuchem odhozen do moře. Na místě střelce v něm nalezl smrt letecký mechanik Presley, který z něj střílel po útočnících z kulometného dvojčete. Druhý Dauntless z VS-10 začal hořet, palivo vytékající z proražených nádrží živilo požár a podvěšená 500lb puma mohla každým okamžikem explodovat. Palivový důstojník ale stroj včas odbrzdil a shodil přes palubu.
O několik sekund později dopadla druhá puma – shozená přibližně z 1 500 stop (457,2 m) pod úhlem 45° – doprostřed letové paluby na úrovni 44½. přepážky, asi 10 stop (3 m) od zadní hrany předního výtahu. Po dopadu se rozlomila a zatímco zadní část explodovala na hangárové palubě na úrovni 39. přepážky, přední část prorazila hangárovou palubu u 40½. přepážky, prorazila druhou a explodovala na třetí palubě v důstojnických ubikacích. Tam usmrtila 40 mužů z II. opravárenské čety (dva přežili) a tým zdravotníků umístěných na tomto stanovišti.
Na hangárové palubě bylo explozí zničeno sedm strojů, vypukl požár a hořící letecký benzín stékal do hangárové šachty. Požáry vypukly také na v důstojnických ubikacích, kde explodovala přední část pumy. Hangárová paluba byla vyboulena až o 17 palců (43,2 cm) mezi přepážkami 37 a 57. Na druhé palubě byla přepážka 38 prohnuta dopředu a přepážka 43 dozadu a druhá paluba byla vyboulena až o 5 palců (12,7 cm). Kajuty posádky na druhé palubě byly zničeny. Na třetí palubě tlaková vlna vyrazila uzavřené dveře ve vodotěsných přepážkách a způsobila poškození v několika sousedních odděleních. V zasažených prostorech zhaslo světlo, vypadla elektřina a telefony ohluchly. Hasičské rozvody byly poškozeny a třetí paluba byla plná kouře a plamenů. Pod třetí palubou zůstalo uvězněno deset mužů posádky v muničním překladišti pětipalcové munice pro přední levo- a pravoboční baterii 127mm děl.

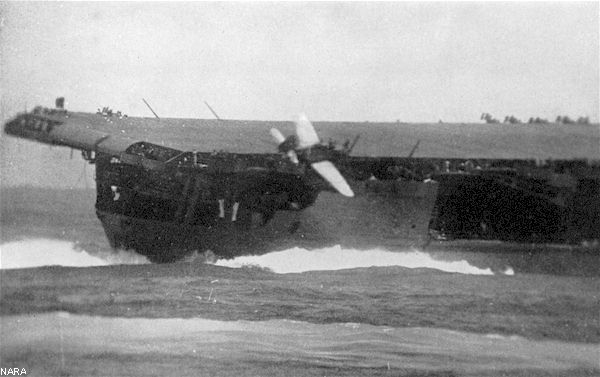
Jeden SDB-3 Dauntless byl otřesy způsobenými třetí pumou, která dopadla těsně vedle, vržen do ochozu 20mm baterie.

V 10:19 dopadla jedna z posledních pum těsně vedle pravoboku za můstkem, na úrovni 129. přepážky. Obšívka trupu byla promáčknuta až o 18 palců (45,7 cm) v délce 48 stop (14,6 m) mezi přepážkami 123 a 135 a tlaková vlna otřásla celou lodí. Byly proraženy dvě prázdné a jedna plná palivová nádrž a palivo začalo unikat do moře. Otřesy mimo jiné poškodily uložení jedné z vysokotlakých turbín, ale přesto si Enterprise dokázala udržet rychlost 27 uzlů (50 km/h). Prostřední výtah byl dočasně zablokován v dolní poloze. Letouny poskakovaly po palubě. Jeden stroj, zaparkovaný u předního okraje letové paluby, přepadl přes pravobok do moře. Druhý SBD na zádi „dohopsal“ až do ochozu 20mm baterie na pravoboku.
V 10:20 první útok skončil. V podpalubí na přídi zuřily požáry a záchranné čety bojovaly s plameny. V 10:26 Enterprise přešla na kurz 225°, ale již o dvě minuty později byl hlášen periskop na pravoboku a Enterprise začala zatáčet doprava, aby se vyhnula očekávaným torpédům. Ukázalo se ale, že šlo o planý poplach a v 10:31 se kurz ustálil na 300°. V 10:32 byl ale opět změněn na 250° a Enterprise se snažila ukrýt v dešťové přeháňce.

#### Druhý útok: Kate ze Zuikaku
V 10:35 se na radaru objevila další japonská vlna. Tentokrát šlo o opožděnou druhou vlnu ze Zuikaku, kterou tvořilo 17 Kate poručíka Imajuky (16 vyzbrojených torpédy typu 91 a jeden spojovací) a eskorta čtyř Zero. Kate se rozdělily na dvě skupiny, aby mohly napadnout Enterprise z levoboku i pravoboku.
Proti přibližujícím se bombardérům byli nasměrováni stíhači. Roj poručíka (LT) Vejtasy z třetí hlídky narazil 10 mil (16,1 km) severozápadně od Enterprise na formaci 11 Kate. Dva Wildcaty se pustily do souboje se Zery a Vajtesa spolu se svým wingmanem zaútočil na bombardéry. Nárokoval si čtyři Kate předtím, než odhodily svá torpéda. Svoji pátou nárokovanou Kate dostal, když se snažila v nízkém letu zmizet po provedení útoku. Vajtesův wingman si nárokoval šestou Kate.
V 10:42 bylo hlášeno, že všechny požáry na přídi (způsobené prvním zásahem) jsou uhašeny.
V 10:45 se Kate přiblížily k Enterprise: jedna skupina se blížila k přídi z levoboku a druhá z pravoboku. Pět Kate na pravoboku shodilo svá torpéda a obrátilo k ústupu. Až doteď plula Enterprise rovně a vyčkávala, která skupina shodí svá torpéda jako první. Nyní Enterprise s kormidlem doprava začala natáčet svou příď proti prvním třem torpédům, která ji nakonec minula o pouhých 10 yardů (9,1 m) na levoboku. Poté musela Enterprise obrátit prudce doleva, aby se vyhnula srážce s torpédoborcem Smith, který právě bojoval s plameny způsobenými dopadem jedné poškozené Kate. Stopa dalšího torpéda před přídí na pravoboku byla zpozorována, když mu k cíli chybělo již jenom necelých 800 yardů (731,5 m). Vypadalo to, že tohle torpédo loď zasáhne. S kormidlem naplno doprava se mu ale Enterprise vyhnula a torpédo proplulo 30 yardů od pravoboku. O chvíli později proplula Enterprise kolem vraku sestřelené Kate, která toto torpédo vypustila.
Pět Kate, které původně mířily k Enterprise z levoboku, se díky manévrům letadlové lodi, která se vyhýbala torpédům, nyní ocitlo přímo za zádí letadlové lodi. Jelikož je tato poloha nevhodná k vypuštění torpéd, snažily se obletět svaz a zaútočit z levoboku. Po celou dobu byly ale vystaveny palbě všech hlavní TF 16, které se jejich směrem mohly zaměřit. Tři Kate byly sestřeleny ještě před odhozením torpéd, čtvrtá odhodila torpédo ve stoupavé zatáčce a následně se zřítila do moře, ale pouze pátá Kate dokázala své torpédo zaměřit. Torpédo se blížilo k Enterprise zezadu na levoboku. Loď se torpédu vyhnula přechodem na souběžný kurz a torpédo proplulo neškodně na levoboku.
Takto viděli boj Enterprise s torpédovými bombardéry poručíka Imajuky Američané. Ve skutečnosti přišla palubní skupina Zuikaku v boji nad TF 16 o osm Kate. Přehánění vlastních úspěchů ale nebylo pouze doménou Američanů. Japonští piloti po návratu nahlásili vážné poškození dvěma zásahy torpéd na letadlové lodi třídy Enterprise a potopení bitevní lodě a těžkého křižníku.
V 10:55 bylo po útoku a Enterprise přešla v 10:59 na kurz 016°. V 11:00 se nacházela na pozici 8°48′24″ j. š., 167°3′18″ v. d.

#### Třetí útok: Val z Džunjó

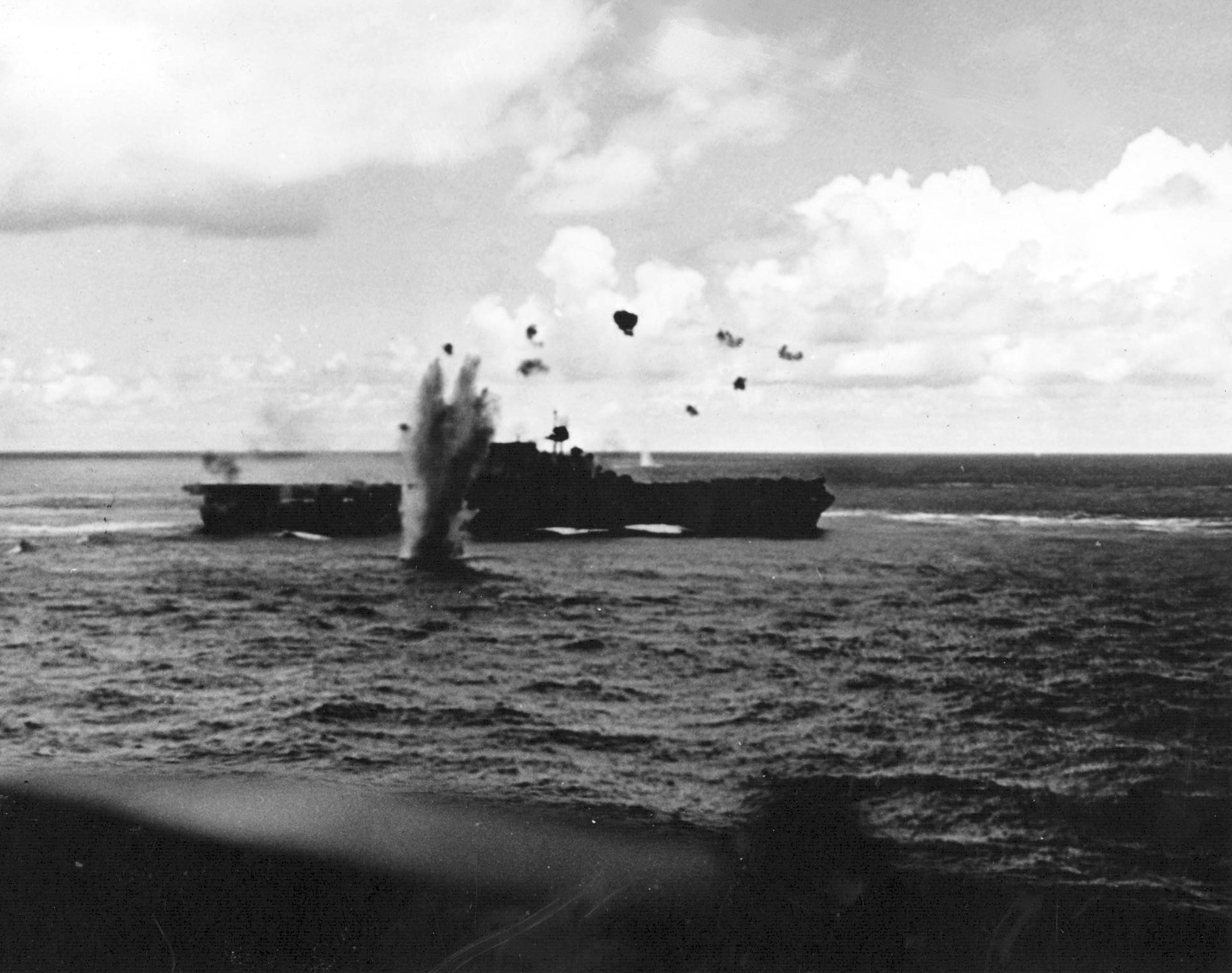
Exploze pumy svržené jednou z Val první útočné vlny z Džunjó nedaleko pravoboku Enterprise

Po odražení torpédového útoku se přestala otáčet anténa radaru CXAM. Enterprise tak najednou oslepla a řídící letového provozu nařídil stíhačům, aby se držely blízko lodi. Poručík (LT) Dwight M. B. Williams vylezl na stožár a přivázal se k anténě, aby opravil motor, který jí otáčel. Když byla oprava hotova, začala se anténa znovu otáčet a Williams se točil spolu s ní. Teprve až když si někdo všiml nezvyklého úkazu nad řídícím stanovištěm, byla anténa zastavena a Williams mohl slézt dolů.
V 11:02 byl nahlášen další periskop na pravoboku před přídí. Enterprise zatočila doleva, ale v 11:04 přešla na kurz 20°. O deset minut později se natočila proti větru na kurz 110° a při rychlosti 27 uzlů (50 km/h) se připravovala přijmout letouny čekající na přistání – jak své vlastní, tak stroje z Hornetu. Přistání stěžoval prostřední výtah, který zůstal zablokovaný v dolní poloze a uprostřed letové paluby tak zela díra. Piloti po zachycení brzdících lan zastavovali pár metrů před ní a poté jí museli objet a zaparkovat na přídi. První letoun dosedl v 11:15, ale do 11:20 – kdy byl příjem dalších strojů zastaven – jich přistálo pouze pár. Důvodem přerušení leteckých operací byla další hlášená skupina japonských bombardérů.
Šlo o skupinu poručíka Šigy, která odstartovala z Džunjó ve složení 17 Val a 12 Zero. V 11:21 vypadla z mraků první skupina Val a pod úhlem 45° pozvolna klesala k Enterprise. Radar blížící se nebezpečí nezaznamenal, ale pozvolný sestup střemhlavých bombardérů poskytl TF 16 aspoň trochu času na reakci a zahájení palby.

#### Ztráty a nároky 10. letecké skupiny
Z druhé bojové hlídky (12 F4F) se vrátilo pouze osm Wildcatů – zbývající čtyři byly ztraceny. Část přistála před prvním útokem na Enterprise a část až po posledním útoku. Poručíky (LT) Kane (BuNo 5177) a (LTJG) Billo (BuNo 03432) se podařilo zachránit, podporučíci (ENS) Fulton (BuNo 5153) a Caldwell (BuNo 5254) zahynuli. Přeživší stíhači si nárokovali čtyři sestřely.
Třetí bojová hlídka (11 F4F) si nárokovala 13 sestřelů jistých a sedm pravděpodobných při vlastní ztrátě tří Wildcatů a dvou pilotů (Barnes (BuNo 5245) a Davis (BuNo 5194)). Podporučík (ENS) Long (BuNo 5148) byl vytažen z vody. Část strojů třetí hlídky přistálo v 11:19 před druhým útokem Val a zbytek přistál až po posledním útoku v 13:25.
Celkem přišla 10. letecká skupina o 11 Wildcatů a 7 Avengerů. Další Wildcat a 10 Dauntlessů z VS-10 bylo během prvního útoku poškozeno na palubě a v zasaženém hangáru a shozeno přes palubu. Pět pilotů Wildcatů a čtyři členové posádek dvou Avengerů byli zabiti. Stíhači Mead a Rhodes z VF-10 byli zachráněni japonskými torpédoborci a vzati do zajetí. Stejný osud potkal i zbývající dva členy posádek obou Avengerů.

## 1943
V březnu 1943 se Enterprise zúčastnila dalšího testování nového stíhacího letounu F4U-1 Corsair, který byl již předchozí rok testován na USS Sangamon. Tohoto úkolu se ujal poručík (LT) Vejtasa z VF-10.